# نقاشی ارمنی
نقاشی ارمنی مربوط به دوره ما قبل تاریخ قدمتی ۱۰ هزار ساله دارد (نقاشی بر دیوارهای غارها، سنگ‌نگاره‌ها) در عصر برنز (هزاره‌های ۵ تا ۳ پیش از میلاد) هنر کاربردی اساساً به صورت سفالگری نمود پیدا می‌کند (سفال‌های رنگی زیبا، مزین به صور هندسی و نقش نگاره‌های گیاهی) (اکتشافات باستان‌شناسی در تپه شرش، کارنوت، وانادزور و غیره).
بدون شک جام زرین کشف شده در کاوش‌های باستان‌شناسی تپه «آرمگاه وانادزور» که مزین به ۶ شیر می‌باشد، یکی از زیباترین نمونه‌های هنر فلزکاری در هزاره دوم قبل از میلاد می‌باشد.
مشخصه بارز هنر مینیاتور ارمنی که نمونه‌های اولیه کشف شده آن مربوط به سده ۶ میلادی می‌باشند رنگ آمیزی زیبا و سبک‌های متنوع آن می‌باشد.
انجیل‌های مزین به مینیاتور باقی‌مانده از سده‌های دهم و یازدهم میلادی که نام استادان نقاش آن مشخص نمی‌باشد دارای ارزش هنری فوق‌العاده ایی می‌باشد.
این انجیل‌ها با نام‌های «انجیل اچمیادزین» (سال ۹۸۹ م)، «انجیل وهاپار» (سده دهم میلادی)، «انجیل موقنی» (سال ۱۰۳۸ میلادی) شناخته شده می‌باشند. «انجیل اچمیادزین» دارای جلدی نفیسی از عاج فیل می‌باشد و در آن ۴ مینیاتور منحصر به فرد از سده ششم میلادی حفظ شده‌است.
یکی از سبک‌های اصلی هنر مینیاتور ارمنی تزئین کتب و نسخ دست نوشته می‌باشد. استاتید مینیاتوریست با استفاده از آب‌رنگ، گواش و رنگ‌های چسبی در حاشیه صفحات کتب و نسخ دست نوشته طرح‌های گرافیکی و مناظر زیبایی با موتیف‌های گیاهی و حیوانی به یادگار گذاشته‌اند.
در سده میانه هنر مینیاتور ارمنی با سبک‌ها و مکاتب مختلفی نمود پیدا کرده‌است. مشهورترین این سبک‌ها و مکاتب «واسپوراکان»، «آنی»، «کیلیکیه»، «گلادزور»، «داتو»، «جلفا» (ایران) و «کریمه» می‌باشند، که از ترکیب آن‌ها هنر مینیاتور ارمنی به وجود آمده‌است.

## هنر نقاشی ارمنی پیش از میلاد تا سده سوم میلادی

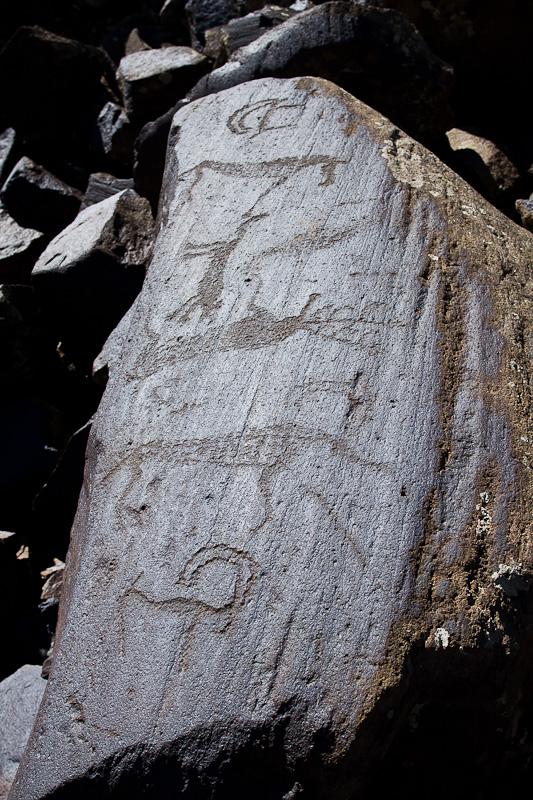
نقش بر روی سنگ در اوغتاسار

نمودهای اولیه هنر ریشه در اعماق تاریخ دارند. آثار هنری قابل توجهی در ارمنستان به ویژه در دهه‌های ۱۹۵۰–۸۰ میلادی کشف شده‌است؛ کهن‌ترین آن‌ها متعلق به ده هزار سال پیش (نقاشی‌های صخره‌ای) می‌باشد که در غاری در جنگل خسرو واقع در ساحل شرقی رود آزات پیدا شده‌است.
هزاران تصویر کنده شده روی صخره‌های کوه گغاما، سیسیان، واردنیس و آراگاتس بجا مانده‌است.
روی صخره‌های بازالتی تصاویر جانورانی چون آهو، گوزن و غیره و نیز درندگانی که جانوران دیگر را تعقیب می‌کنند مانند گرگ، گربه وحشی و غیره توسط ضربات سنگ حکاکی شده‌است.
تصاویر دیگری که از نظر هنری از سطح بالایی برخوردارند و بخش اعظم آن‌ها به هزاره‌های سوم و دوم پیش از میلاد مربوط می‌باشند. در این تصاویر صخره‌ای واقع در ارمنستان صحنه‌های متنوعی وجود دارند. شکارچیان مسلح به تیر و کمان، سگ‌های شکاری، گله حیوانات اهلی و غیره. این تصاویر نه تنها توسط سنگ که به وسیله ابزارهای مفرغی حکاکی شده‌اند. انسان‌های اولیه از آنجا که پدیده‌های طبیعی روی زمین و آسمان را نمی‌شناختند؛ لذا تصورات و تجسمات خیالی و افسانه‌ای از آن‌ها پدید می‌آوردند و بدین سان عقاید و تصورات و تجسمات خیالی و افسانه‌ای از آن‌ها پدید می‌آوردند.
در تصاویر و نقاشی‌های صخره‌ای همراه با تصاویر جانوران واقعی شاهد موجودات خیالی نیز هستیم، مار و اژدها مفهوم افسانه‌ای پیدا می‌کنند. تصورات و ادراکات مذهبی - نیایشی به‌تدریج در نقاشی‌های صخره‌ای هزاره‌های سوم و دوم پیش از میلاد ژرفای بیشتری یافته و نقاشی‌های قابل توجهی از همین دوران دربارهٔ خدایان ارواح، انسان‌ها و ستارگان باقی مانده‌است.
عصر مفرغ دورانی بود که هنرهای کاربردی و معماری در ارمنستان پایه‌ریزی شدند. روی سطح صاف و قرمز ظروف سفالی مربوط به این دوره تصاویر مردان و اشکال هندسی نقش بسته است. در قبرستان «گیرواکان» در تپه «آرمگاه وانادزور» که جام زرین کشف شده مزین به ۶ شیر نقش بسته است. در تپه نزدیک دوین (شهر باستانی) پرستشگاهی پیدا شده که روی تخته‌های سفالی قربانگاه، تصاویری مربوط به ستارگان و تصورات انسان از فضا نقاشی شده‌است. روی تقسیم‌بندی سه‌گانه یکی از تخته‌ها چنان حکاکی وجود دارد که به مفهوم سه عنصر فضا یعنی آسمان، زمین و آب با مفهوم سه افق می‌باشد.

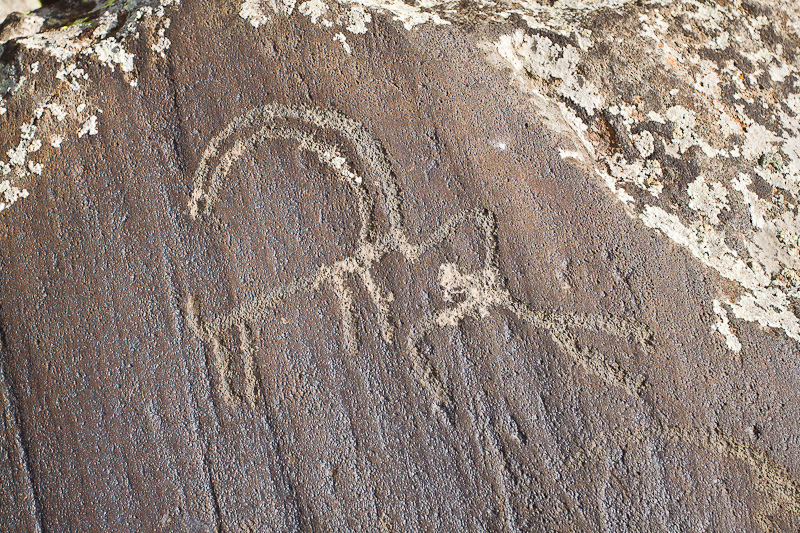
نقش بر روی سنگ در اوغتاسار

مجسمه‌ها و نقاشی‌های منحصر بفرد پرندگان، آهوان و بزها که در قبور لچاشن جزو شگفتی‌های هنری به‌شمار می‌روند.
نقاشی‌های هنری که در هزاره سوم و دوم پیش از میلاد در ارمنستان خلق شده‌اند تدریجاً غنی تر شده رشد و توسعه آن‌ها در هزاره اول نیز ادامه یافته‌است. بسیاری از آن‌ها تنها جنبه تزئینی نداشته و مبین روحیات و تصورات و شناخت انسان‌های آن دوران دربارهٔ جهان و تصورات افسانه‌ای و تخیلات آنان بوده‌است. هنرهای زیبای سرزمین کوهستانی ارمنستان در سده‌های ۷–۹ پیش از میلاد در دوران پیدایش و قدرت گرفتن پادشاهی آراراتیان (اورارتو)، همچنین در فاصله زمانی اتحاد اقوام ارمنی در شرایط تکامل تشکل ملت ارمنی رونق یافت. آثار نقاشی‌های دیواری باقی‌مانده در دوران پادشاهی اورارتو در تپه کارمیر بلور که عمدتاً شامل نقاشی‌های دیواری کنده کاری و اشیاء زمینی و پرستشی و الواح میخی است.
سرای کاخ‌ها و حیاط‌های ستون دار، پرستشگاه‌ها و اتاق‌های مجلل توسط نقاشی‌های دیواری مزین بودند. این نقاشی‌ها کاملاً هم ماهیت دنیوی و هم دینی - پرستشی داشتند. آن‌ها همانند سبک شرقی صحنه‌های جشن، مراسم مذهبی، شکار و زندگی عادی را به نمایش می‌گذارند.
زمینه‌های اصلی نقاشی دیواری دارای تنوع زیاد است. روی زمینه کمرنگ، رنگ‌های آبی، قرمز، سبز و سیاه بکار رفته‌اند. این رنگ‌ها هم طبیعی و هم مصنوعی هستند. هنرهای تجسمی دوره اورارتو در عین همانندی کلی با هنر آشور و شرق باستان از نظر سبک و محتوا کاملاً منحصر بفرد می‌باشند.

## هنر نقاشی ارمنی در سده‌های میانه

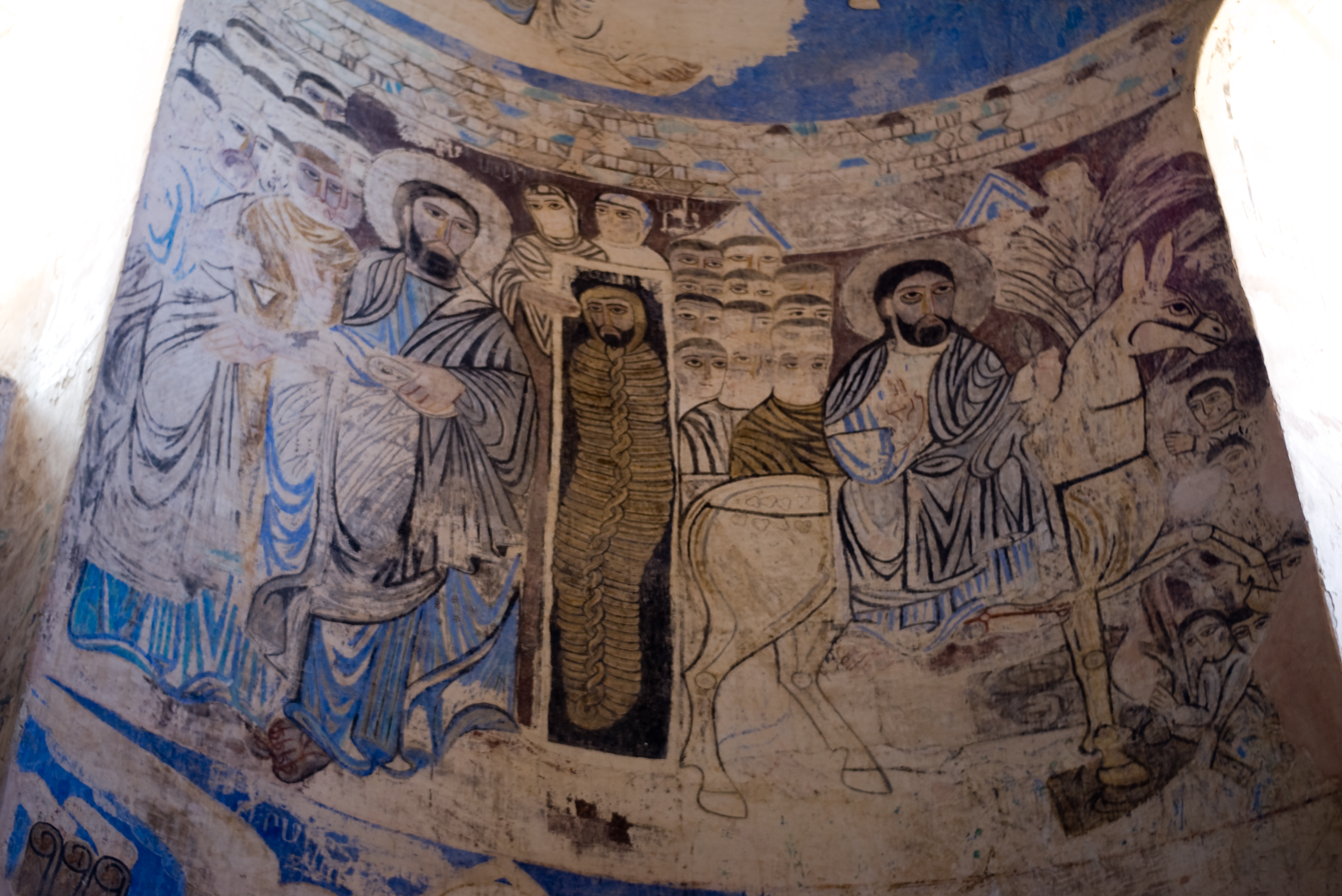
نقاشی‌های دیواری ارمنی بر روی دیوار داخلی «کلیسای صلیب مقدس» جزیره آختامار در دریاچه وان

کهن‌ترین مطلب دربارهٔ هنر نقاشی ارمنی در سده‌های میانه به نوشته «دربارهٔ صحنه نبرد» اثر ورتانس کرتوغ تعلق دارد. (۶۰۴–۶۰۷ میلادی)، در این نوشته به موضوعات تصویری نقاشی‌های دیواری کلیساهای ارمنی اشاره شده‌است. آثار بسیاری از نقاشی‌های دیواری ارمنی بجا مانده‌است. دوره تحولی بعدی نقاشی‌های دیواری به سده‌های ۱۳–۱۴ میلادی مربوط می‌شود و نمونه‌های آن را می‌توان در کلیساهای آنی (شهر باستانی) مشاهده کرد که عمدتاً به صحنه‌هایی از زندگی گریگور روشنگر پرداخته‌اند.

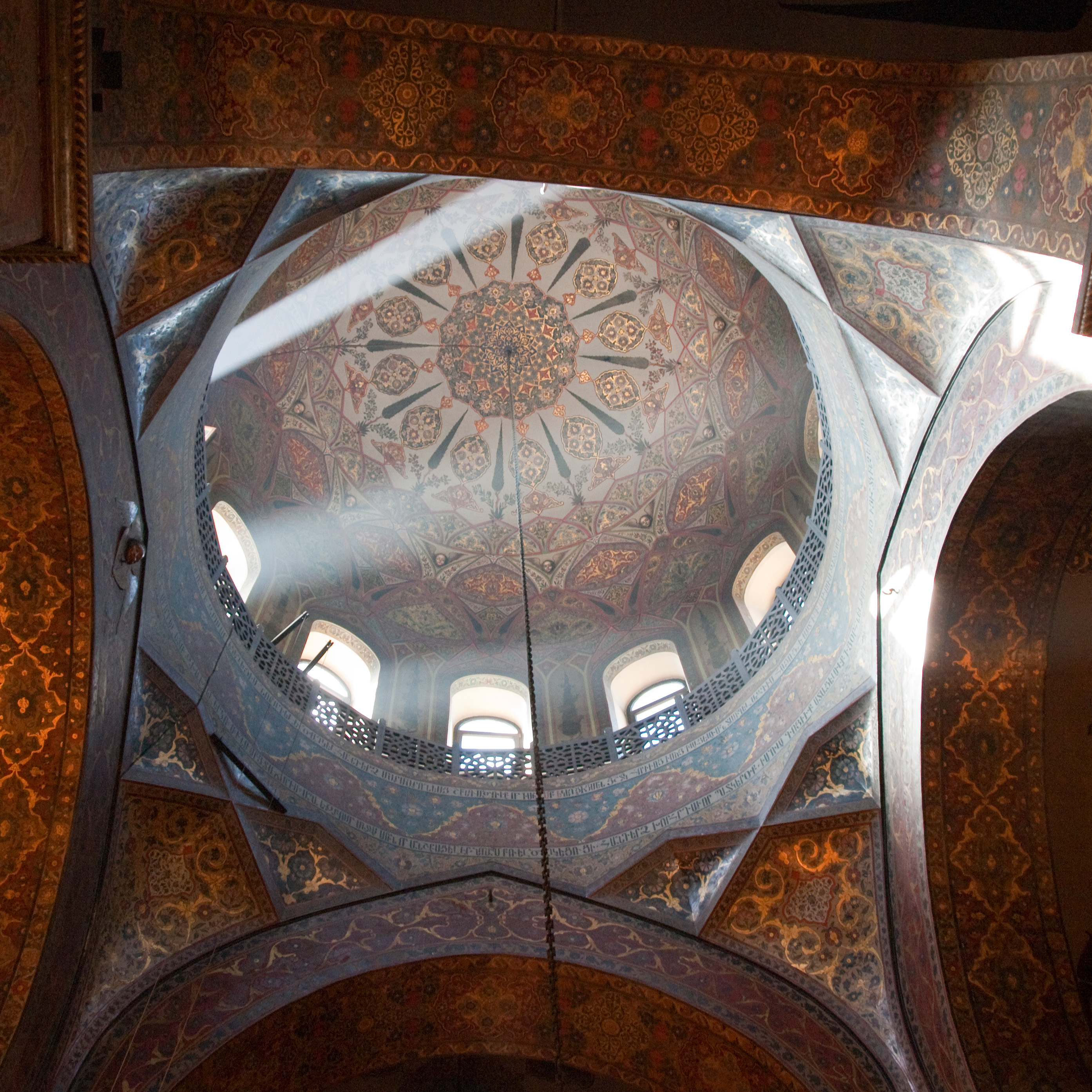
نقاشی‌های دیواری کلیسای جامع اچمیادزین
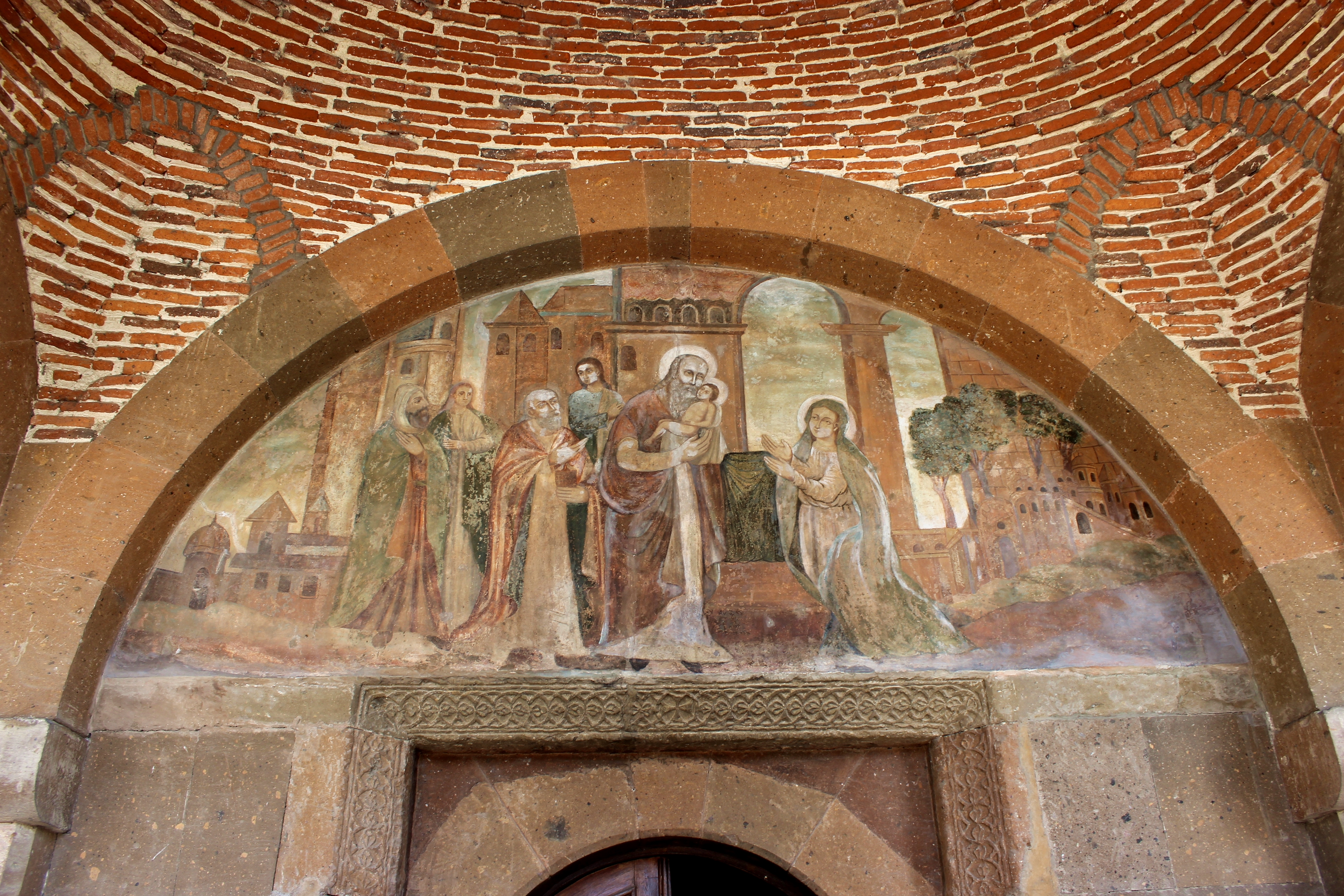
نقاشی‌های دیواری کلیسای گایانه مقدس
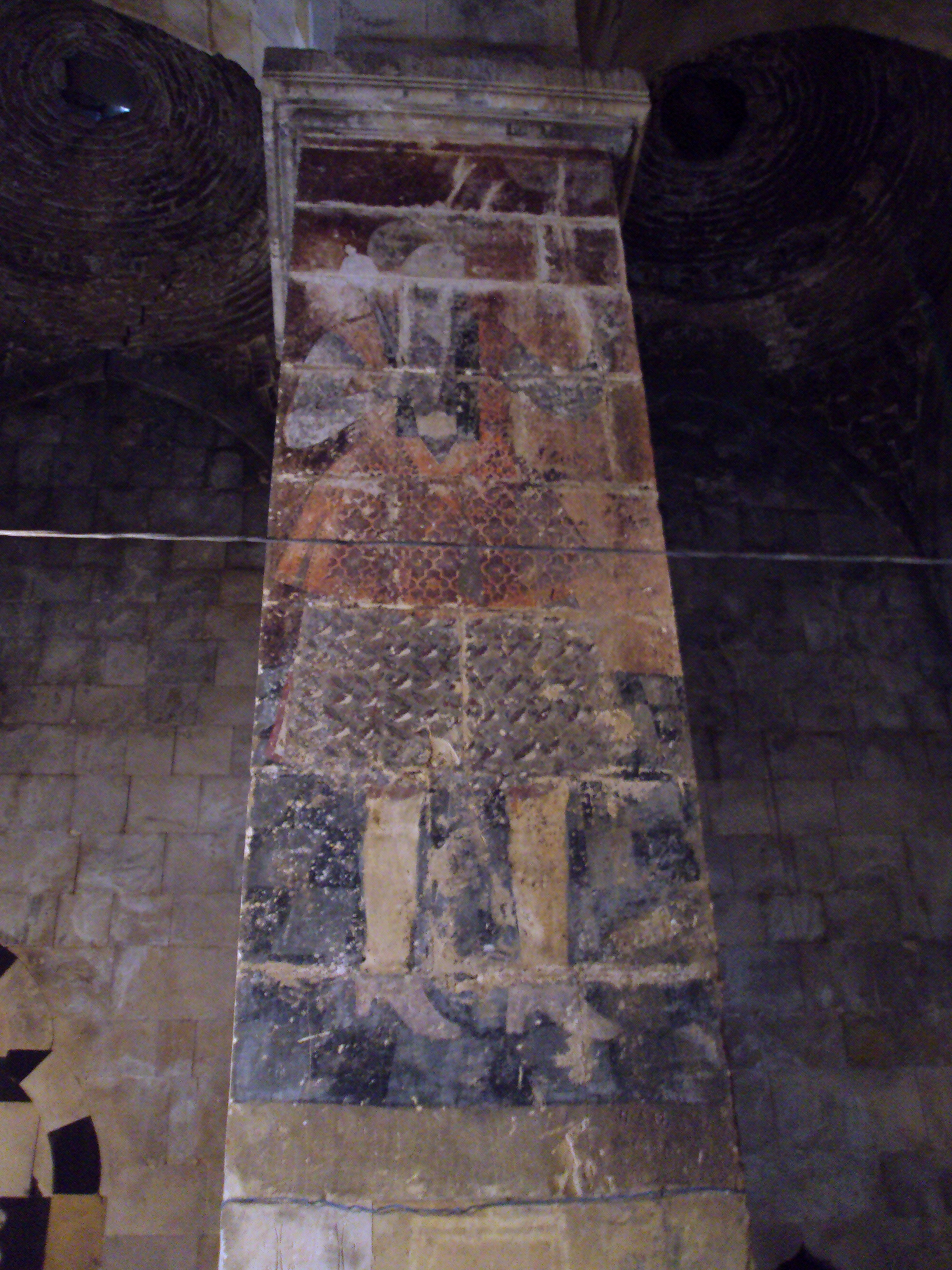
نقاشی‌های دیواری کلیسای واراگا واقع در شرق شهر وان
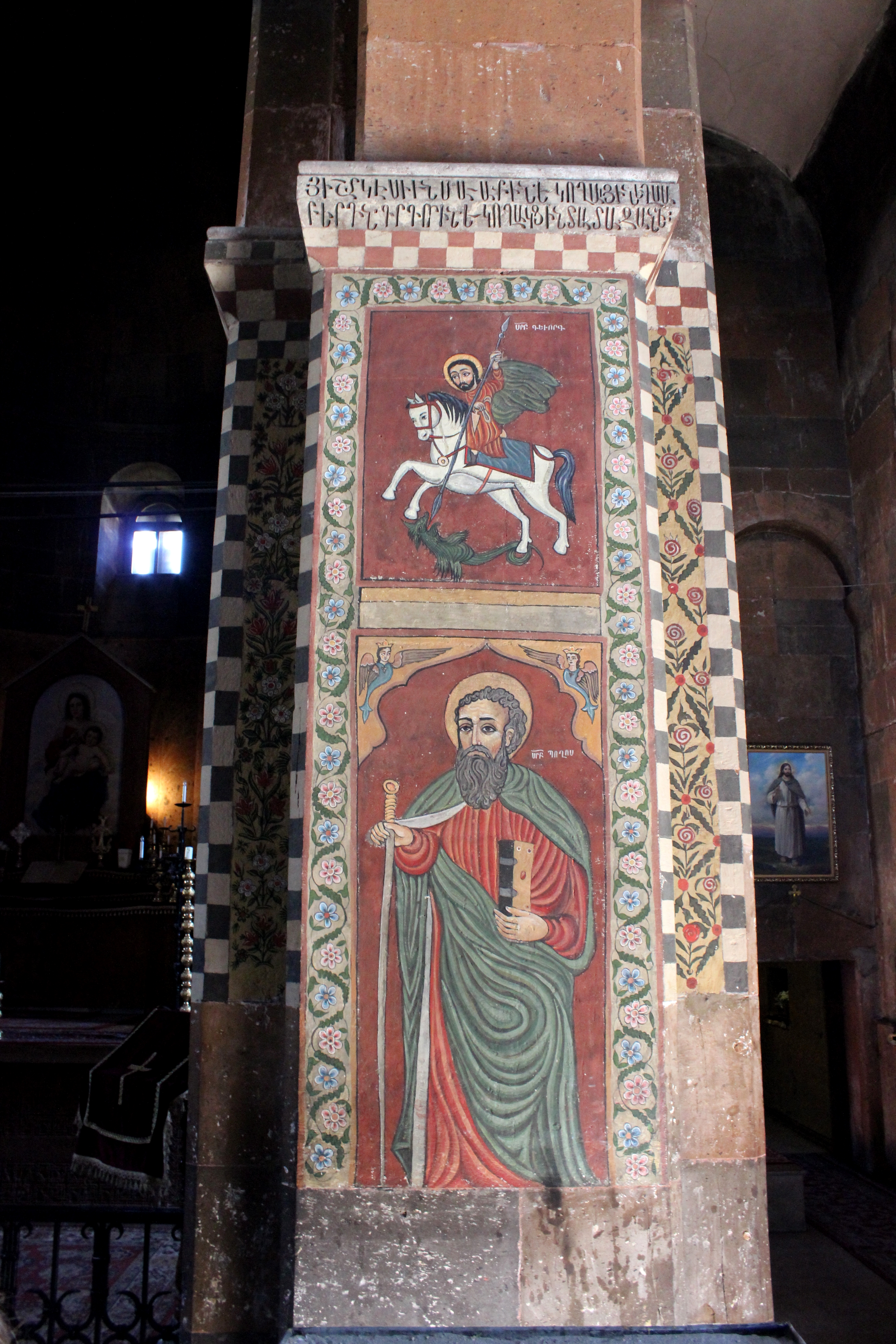
نقاشی‌های دیواری کلیسای هاکوپ مقدس

حدود ۲۵۰۰۰ نسخه دستنویس ارمنی در موزه‌ها و مجموعه‌های مختلف در سراسر جهان وجود دارد که اکثر آن‌ها تزئین شده هستند و عمدتاً انجیل و کتب کلیسایی می‌باشد. قدیمی‌ترین مینیاتور که بدست ما رسیده (سده‌های ۶–۷ میلادی) به انجیل «اچمیادزین» تعلق دارد و هم‌اکنون در کتابخانه ملی مسروب ماشتوتس ایروان (ماتناداران) نگهداری می‌شود. کتاب‌هایی که کاملاً مزین به نقاشی هستند از سده نهم بجا مانده‌اند. تاریخ‌نگاران سده ۱۸ میلادی تفسیرهایی دربارهٔ نقاشی‌های محراب‌ها، موتیف‌های گیاهی و جانوری، کاربرد رنگ‌ها و اهمیت هنری آن‌ها نگاشته و به جا گذاشتند. نقاشی مینیاتور در سده ۱۱ میلادی نیز در ابتدای کتب مقدس قرار داده می‌شد، لیکن کتاب‌هایی نیز وجود دارند که نقاشی‌های مینیاتور در داخل متن بکار رفته‌اند. تصاویر آبرنگ به چند رنگ هستند و معمولاً نشان دهنده صحنه‌های ساده انسانی بخصوص مبلغین مسیحی می‌باشد که به صورت گروه‌های دو یا چند نفری ایستاده‌اند. نقاشی‌هایی نیز از گیاهان و جانوران و تصورات مختلف در کتاب‌ها بجا مانده‌است.
تزئین انجیل‌ها در سده ۱۲ میلادی ساده‌تر و عمدتاً دور از تمایلات مالکان بود و در این دوره درج (صفحه عنوان) مرسوم شد که در سمت راست آن فاصله‌ای مزین به صلیب در وسط قوس و در سمت چپ حرف اول متن دیده شد که تمام صفحه را می‌پوشاند.

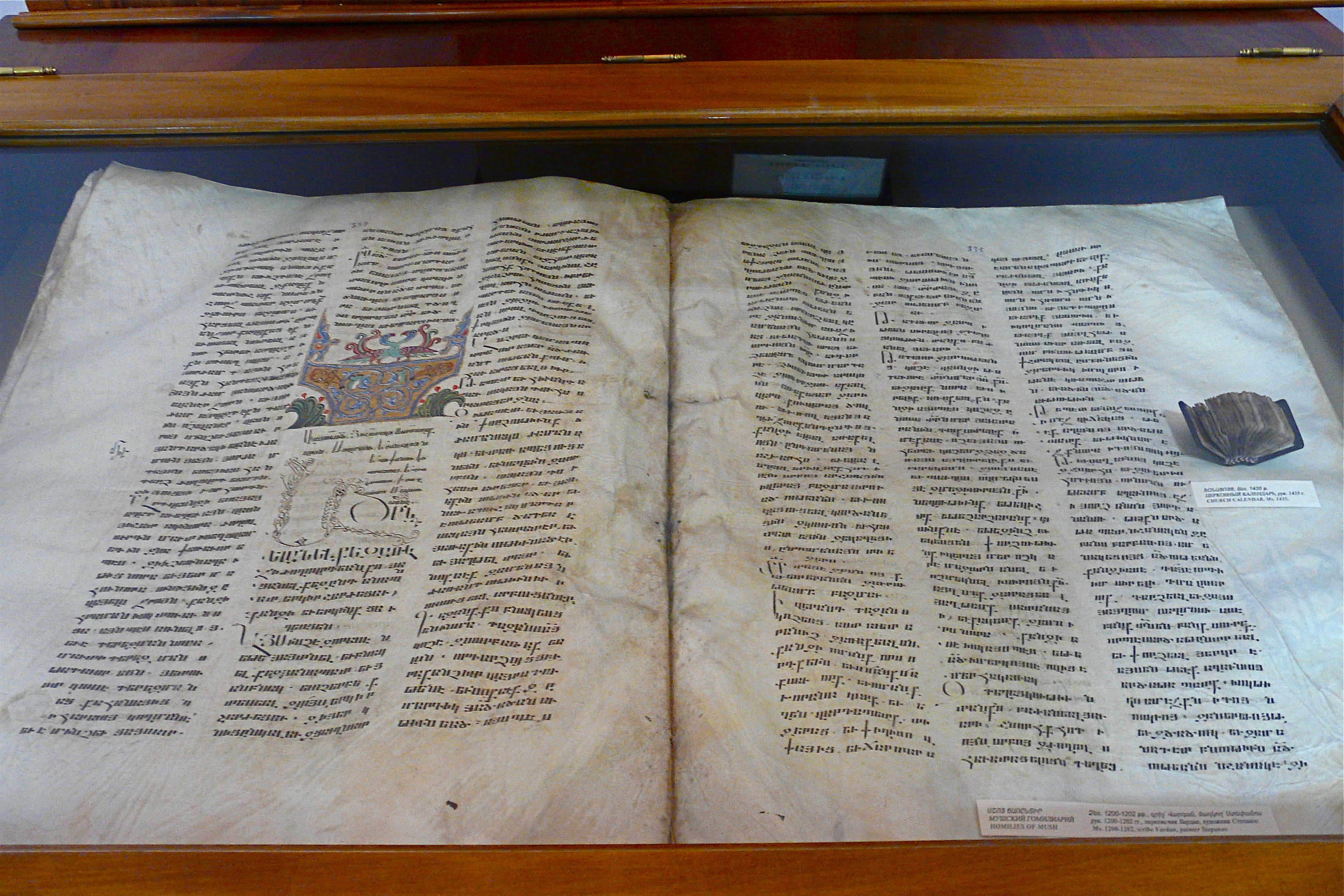
نسخه خطی،متعلق به سده ۱۱ میلادی یافت شده در کلیسای آراکلوتس
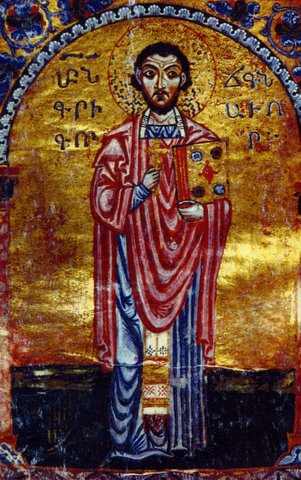
نقاشی مینیاتور کتاب نارک (گریگور نارکاتسی)
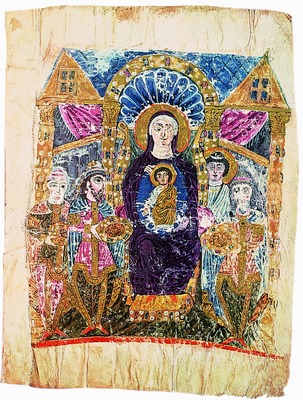
انجیل «اچمیادزین»
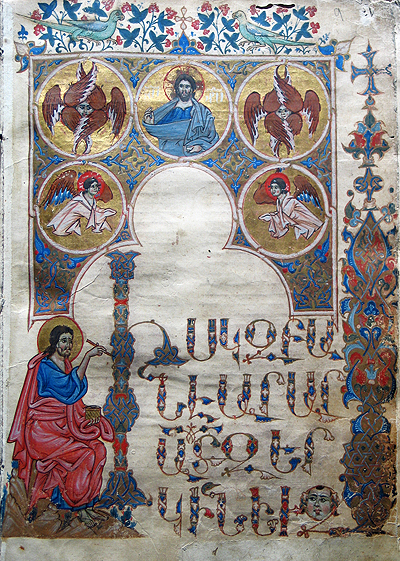
انجیل متعلق به سده سیزده میلادی
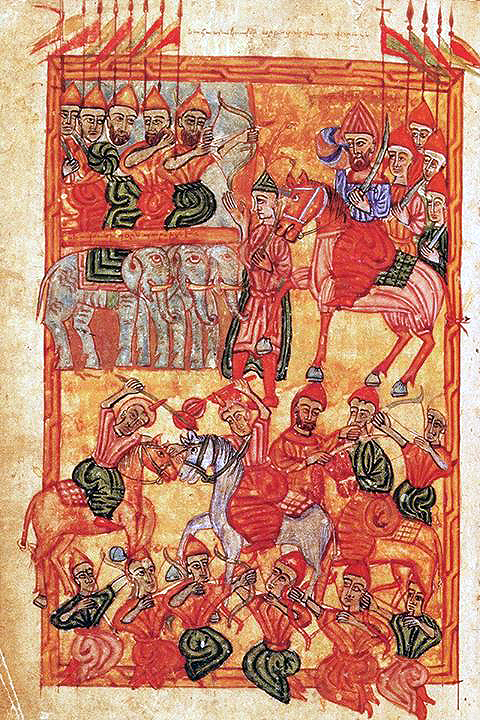
کتاب نسخه خطی، یغیشه وارداپت ۱۵۶۹ میلادی
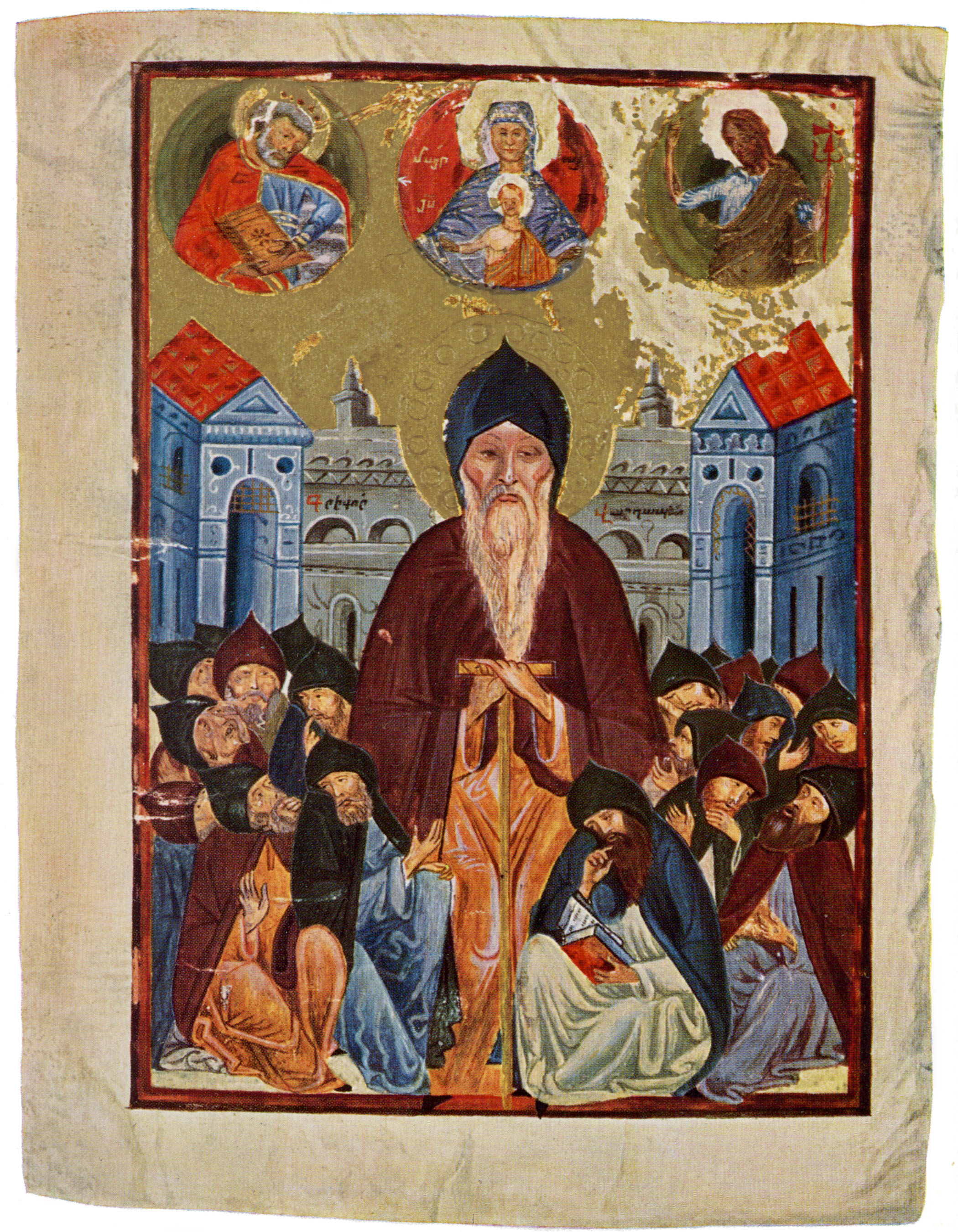
کتاب نسخه خطی،گریگور تاتواتسی ۱۴۴۹ میلادی
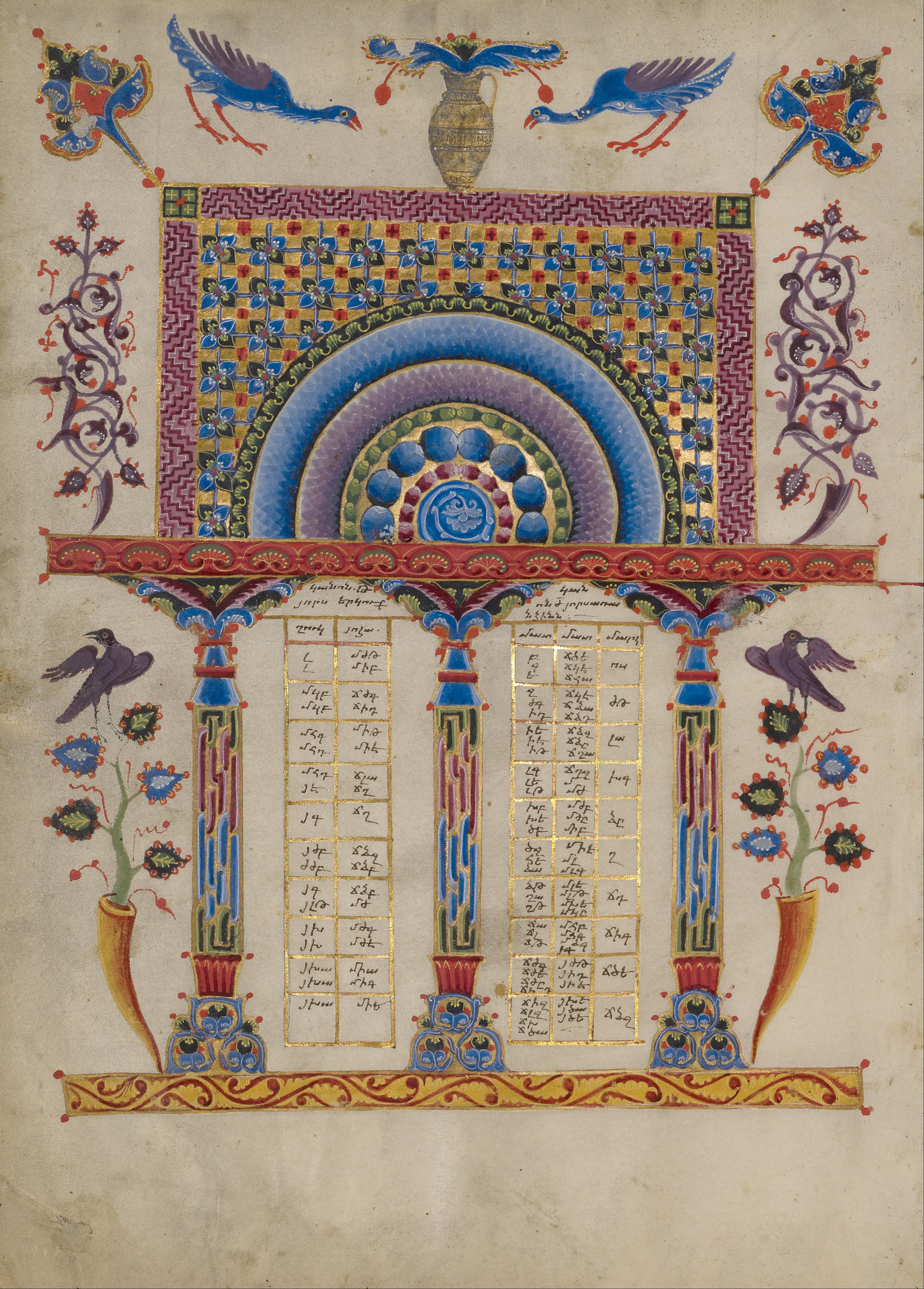
تذهیب در نقاشی ارمنی دارای جایگاه والایی است. خوران اثر توروس روسلین. ترسیم چارچوبی هلالی شکل بر پایهٔ سه ستون کورینتی به صورت نمادی از محراب کلیسا، که دربرگیرندهٔ فهرست مندرجات، فصول و باب‌های انجیل است.

## هنر نقاشی ارمنی در سده‌های ۱۷ تا ۲۰ میلادی

نقاشی‌های دیواری کلیسای وانک

در سده‌های بعد هنر تزئین نسخ خطی ارمنی رونق بسزایی یافت در سده ۱۷ میلادی مکتب مینیاتور جلفای اصفهان نوبنیان نهاده شد. نمایندگان آن با موتیف‌های نقاشی ایران و اروپا یادگار مینیاتوری منحصربفرد بجا گذاشتند. از چهره‌های نامی این مکتب «هاکوپ جلفایی» ،هاکوپ هوناتانیان و دیگران هستند. «میناس زاغکارار» از چهرهای درخشان نقاشی دیواری و هنر مینیاتور محسوب می‌شود و نقاشی‌های باشکوه کلیسای جامع اچمیادزین بدست او خلق شده‌است. «میناس نقاش» که نقاش دربار شاه صفوی بود چند قصر شاهان ایرانی را در اصفهان و کلیسای «خاندان شاهریمانیان» را تزئین کرد.
«هوانس مرکوز» (۱۷۱۵–۱۶۴۳)، عمدتاً با موضوعات انجیلی کار می‌کرد و نقاشی‌های دیواری کلیسای جامع ناجی مقدس (کلیسای وانک) جلفای اصفهان از کارهای اوست.
در نقاشی سده‌های ۱۷–۱۸ میلادی هنری جای خود را به سبک‌های جدید و رئالیسم داد و لذا احساسات و تأثیر جهان عینی بر نقاشی قوت گرفت. هنر مینیاتور و نقاشی دیواری به موازات هم پیشرفت کردند. چهره‌نگاری و نقاشی سه بعدی، موضوعات مهم زندگی، مناظر طبیعی جایگاه خود را در هنر ارمنی یافتند.
هنر نقاشی ارمنی در سده ۱۹ و اوایل سده ۲۰ میلادی تحت تأثیر شدید الحاق ارمنستان شرقی به روسیه قرار گرفت به ویژه از مراکز مهم علمی و هنری روسیه یعنی سن پترزبورگ و مسکو متأثر گردید. در آغاز سده بیستم شهر تفلیس یکی از مهم‌ترین مراکز هنر ارمنی به‌شمار می‌رفت. پیش از دوره سال ۱۹۲۰ میلادی هنر ارمنی عمدتاً در خارج از ارمنستان نگهداری و توسعه می‌یافت و پس از سال ۱۹۲۰ میلادی هنر ارمنیان مهاجرنشین‌ها نقش و تأثیر بسزایی در تشکیل مکتب هنری ارمنی در سرزمین ارمنستان داشت.

## هنر نقاشی ارمنی در ایران
استقلال مذهبی و اداری باعث شد تا جلفای نو تبدیل به مرکز فرهنگی ارمنی‌های ایران گردد. در جامعه ارمنی ایران، هنر نقاشی و مخصوصاً هنر مینیاتور (سبک مینیاتور ارمنی)، که ارمنیان سنت دیرینه آن را از زادگاه‌شان به سرزمین ایران آورده بودند اهمیت بسزایی داشت. در دوران قاجار ارتباط هنرمندان ایران با هنرمندان اروپایی گسترده گشت. نمونه‌های دیگری از هنر نقاشی ارمنی را می‌توان در کلیساهایی که از آن دوران به یادگار مانده یافت که شمایل‌های عیسی مسیح و مریم مقدس و تذهیب کتاب‌های ارمنی نیز از آن جمله هستند.
یکی از برجسته‌ترین نقاشان جلفا، «میناس زاغگوق» (سده یازدهم‌/ هفدهم) بود که پس از فراگرفتن نقاشی نزد استادان فرنگی در حلب، به ایران آمد و در زمینه‌های مختلف، از نگارگری (مینیاتور) تا نقاشی دیواری، به فعالیت پرداخت. از جمله کارهای او نقاشی‌های نمازخانه «یمانیان جلفا»، «نقاشی‌های دیواری عمارتهای شاه‌عباس و شاه صفوی و خانه‌های برخی تاجران ارمنی» بود. از دیگر نقاشان بزرگ جلفا، (مالام، واران، مراوجان و به‌ویژه هوهانِس مِرکوز و تانْری وِران مشهور به بگُدْان سلطانوف بودند)
در اوایل سده بیستم، تنی چند از نقاشان ارمنستان به ایران آمدند و در مدتی که در ایران بودند شاگردانی تربیت کردند که از پیشکسوت‌ترین نقاشان ایران می‌باشند. از نقاشان معروف را می‌توان به:ادمان آیوازیان، مارکو گریگوریان، یرواند نهاپتیان، ستراک نظریان و سرکیس خاچاطوریان را نام برد.

## نگارخانه

سمبات در کیورغیان در نگارخانه شخصی اش در اصفهان
آندره سوروگین
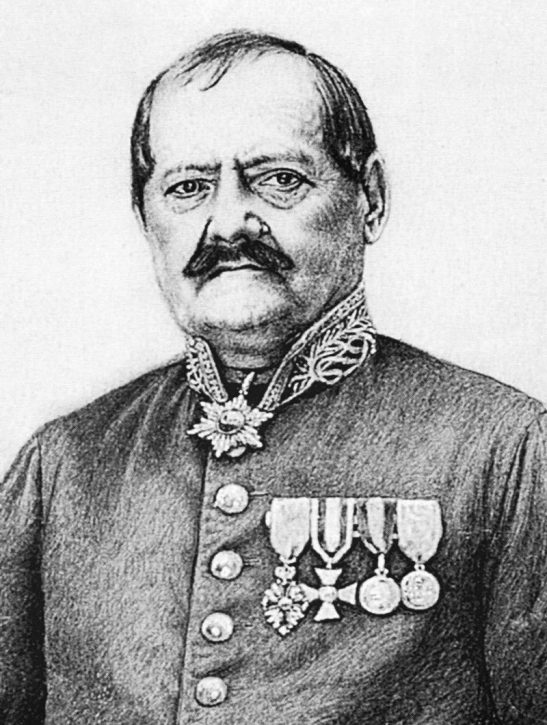
هاکوپ هوناتانیان
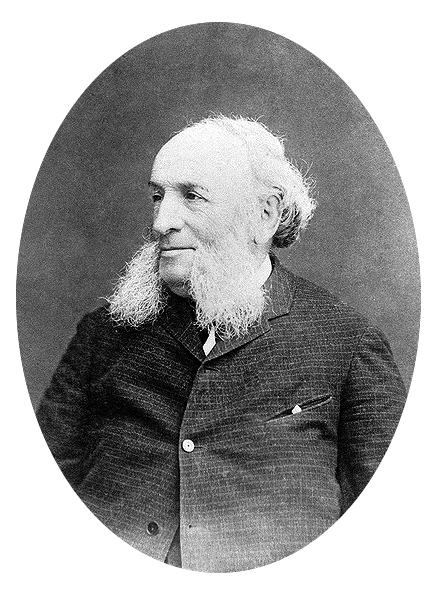
هوانس آیوازیان-ایوان آیوازوفسکی
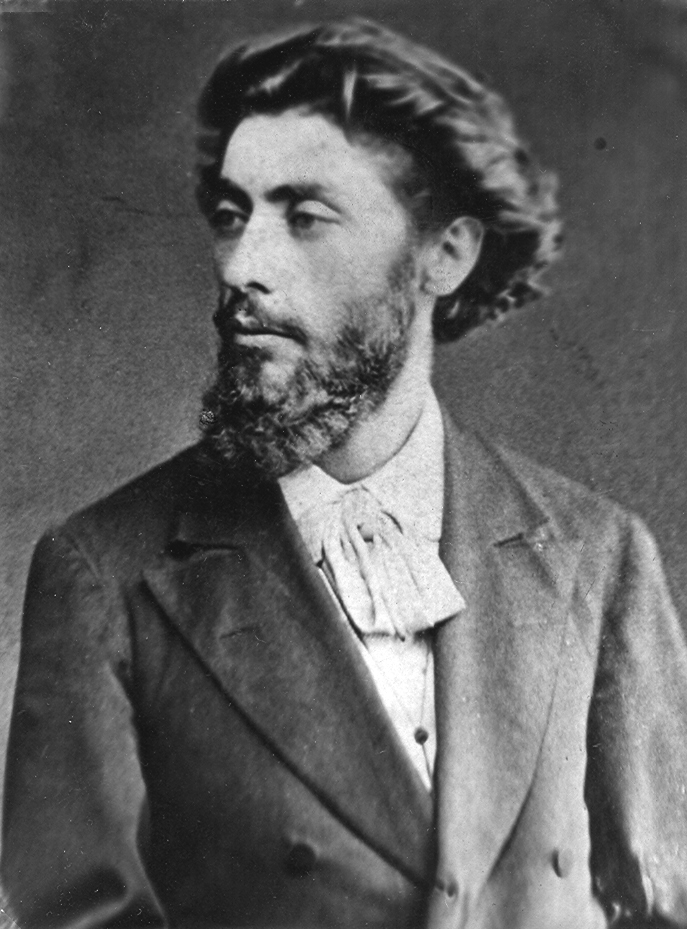
گوروگ باشینجاقیان
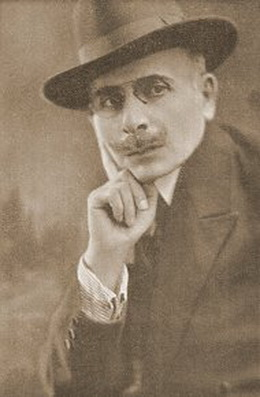
آرشاک فتواچیان
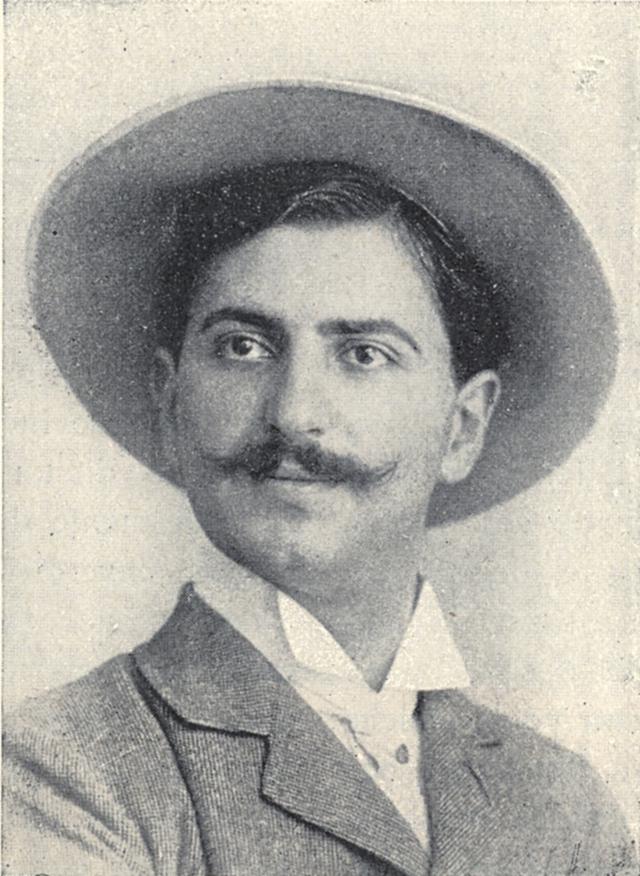
ادگار شاهین
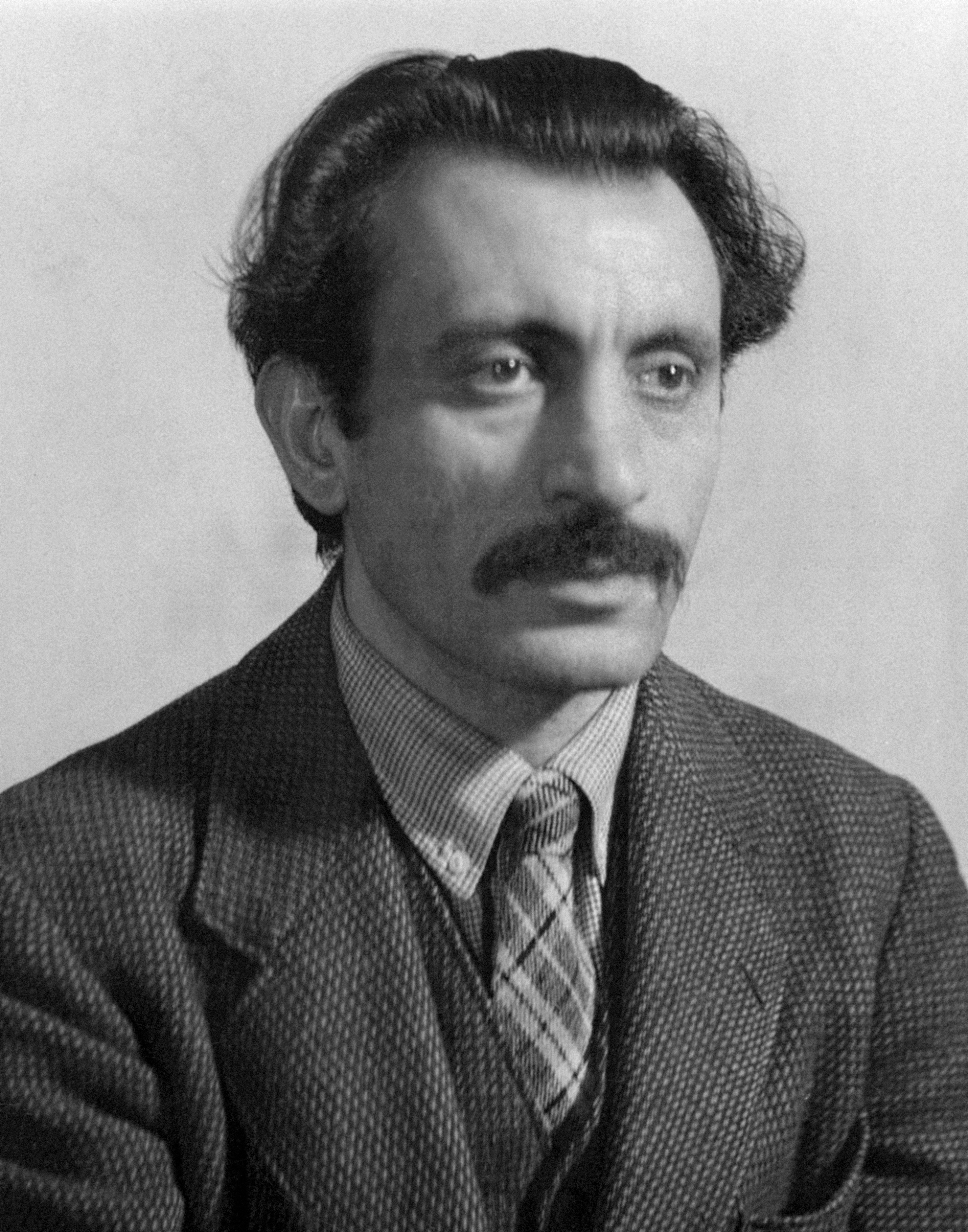
آرشیل گورکی
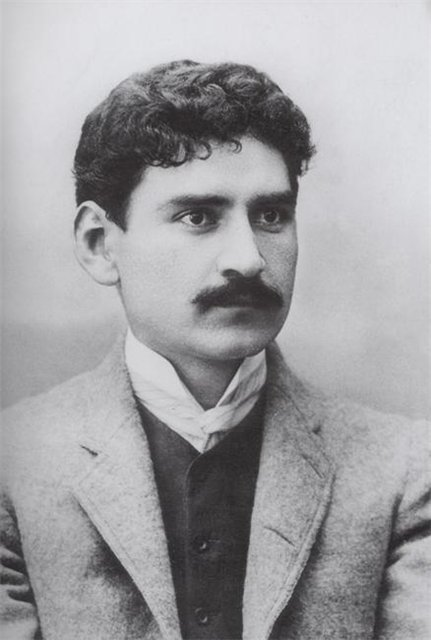
ماردیروس ساریان
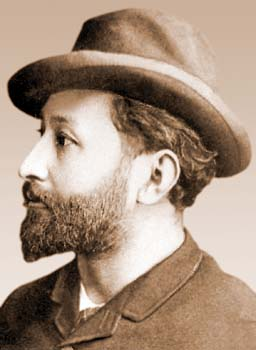
وارتگس سورنیانس
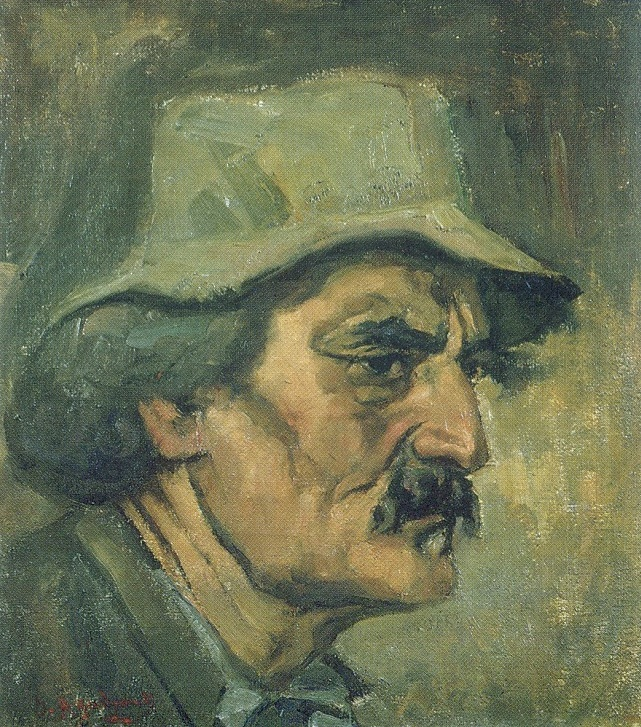
استپان آقاجانیان
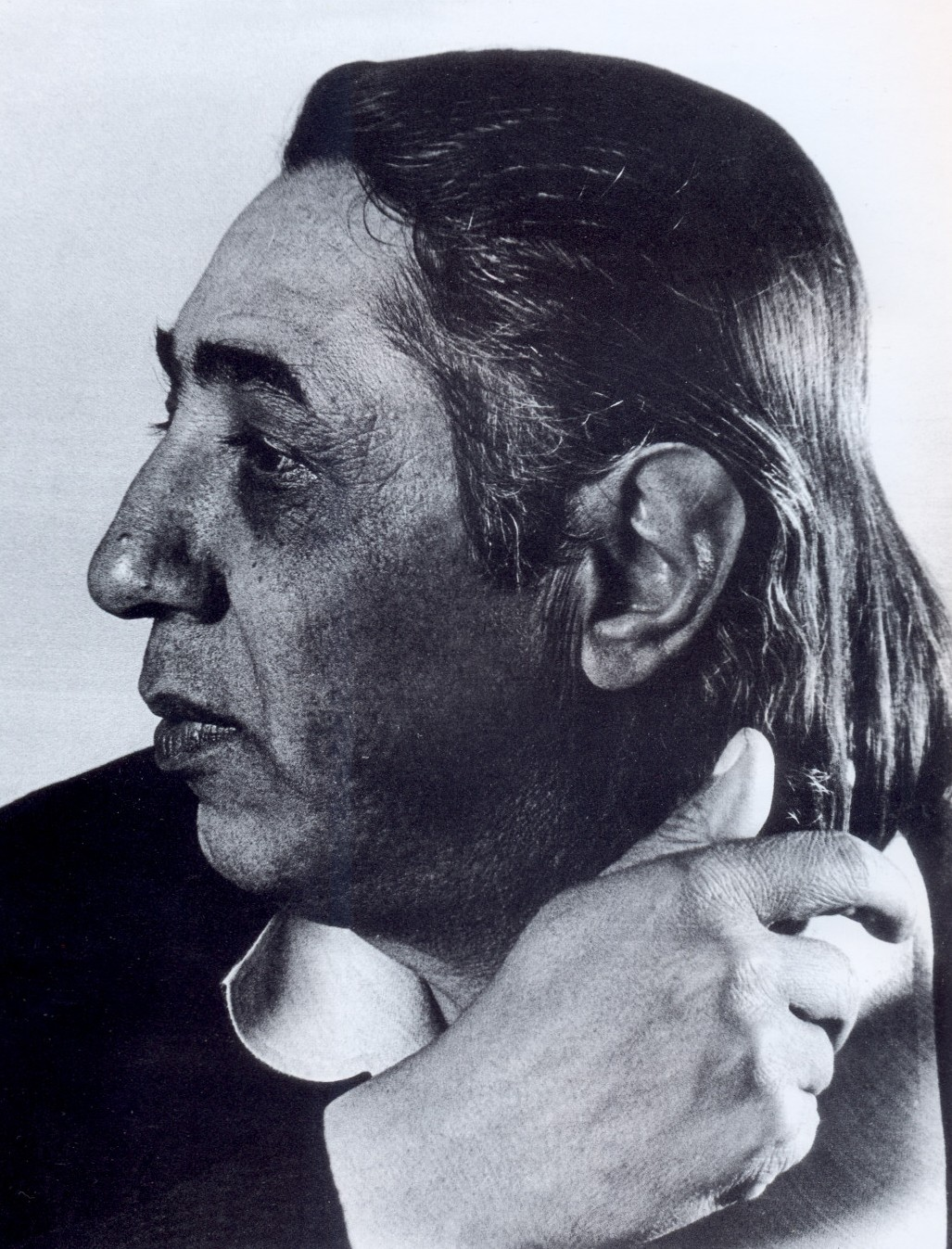
ورویر گالستیان
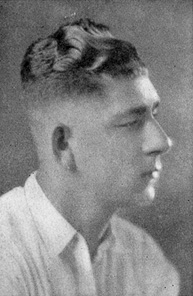
آرمان مانوکیان
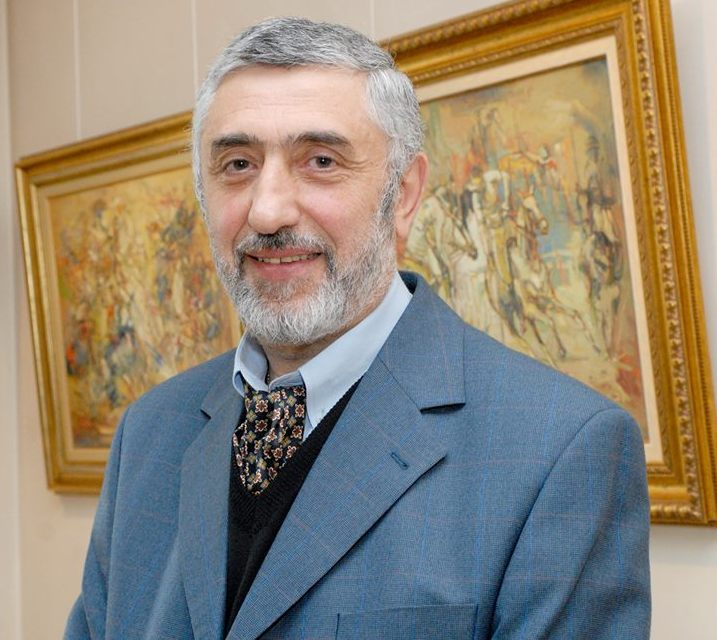
والمار مارگاریان
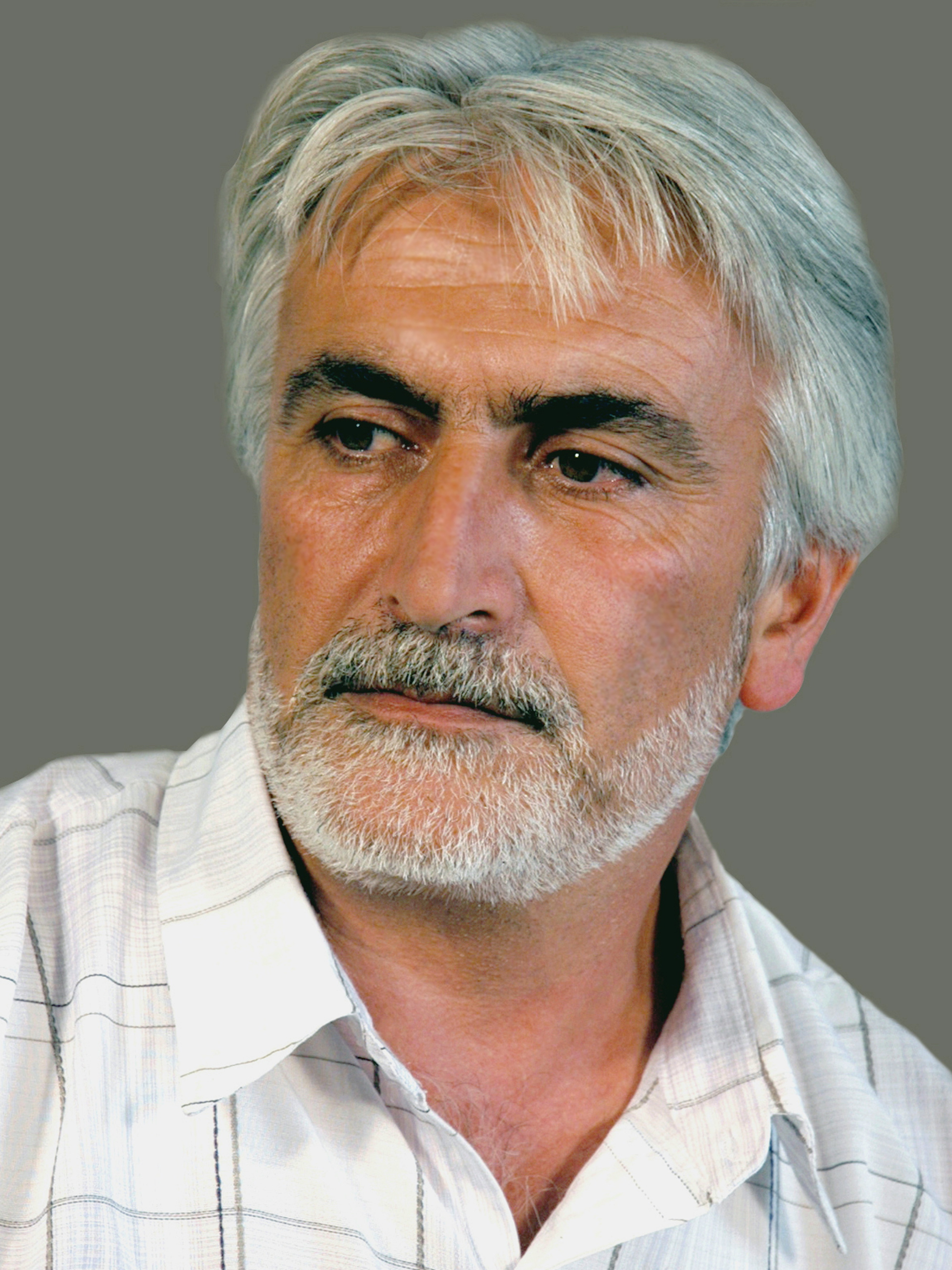
کامو ساهاکیان
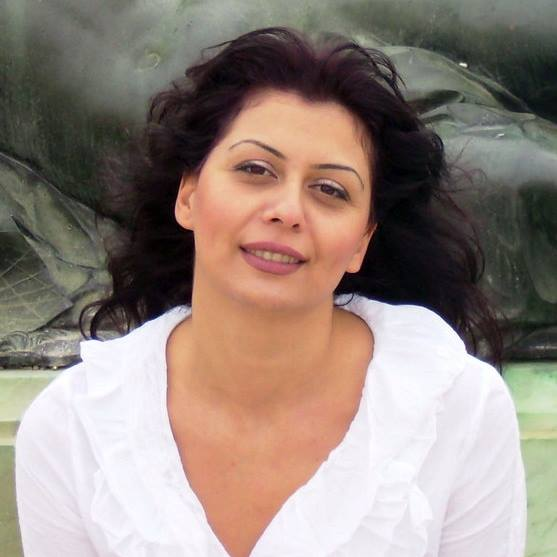
مارو سارگسیان
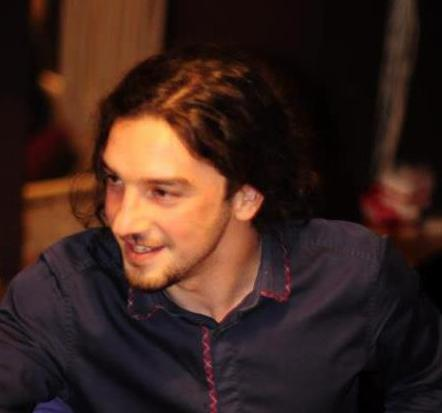
آرشاک سارگسیان
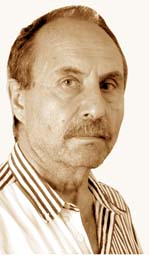
کارن سمباتیان
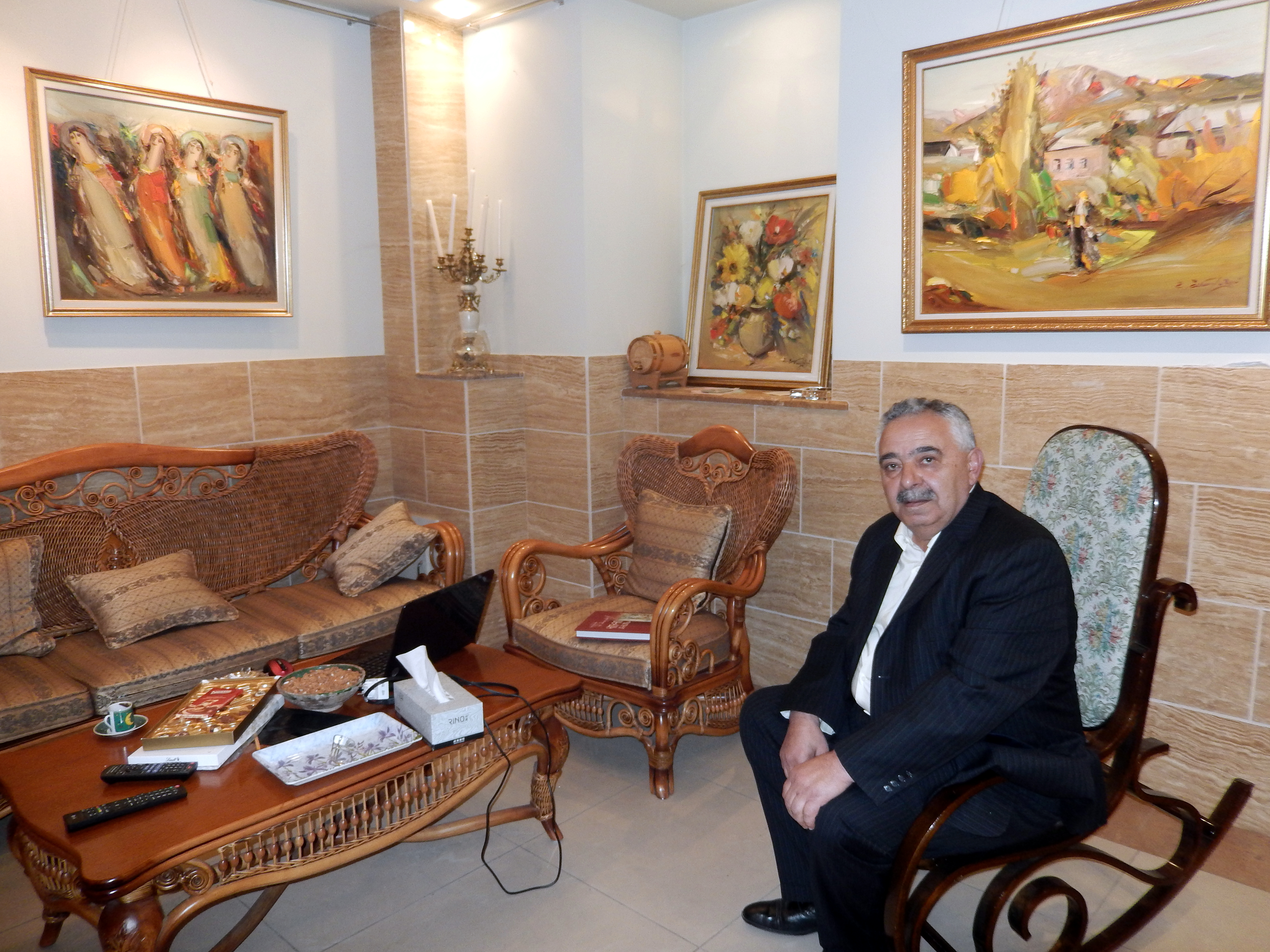
شماوُن شماوُنیان
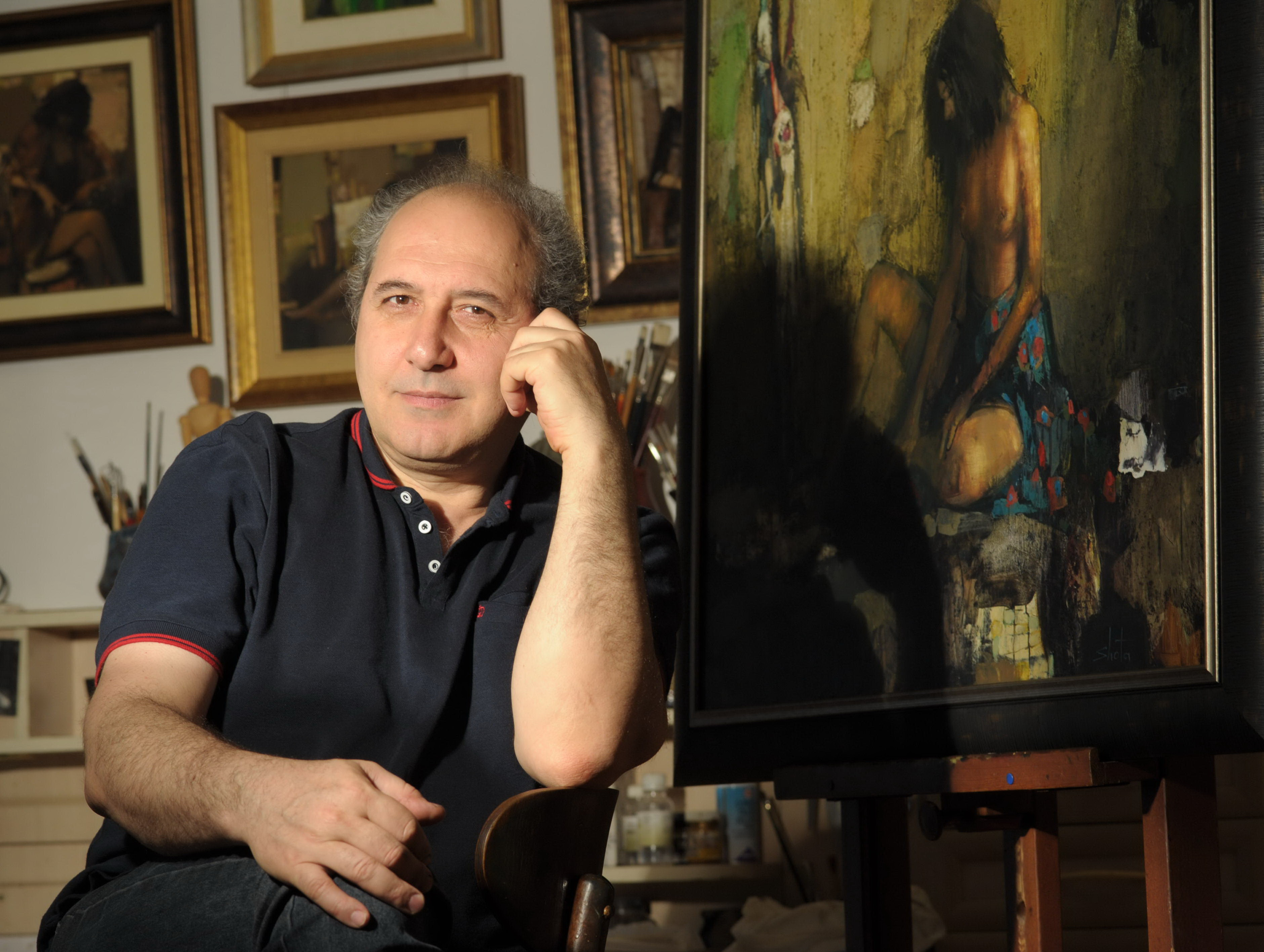
شُتا وُسکانیان
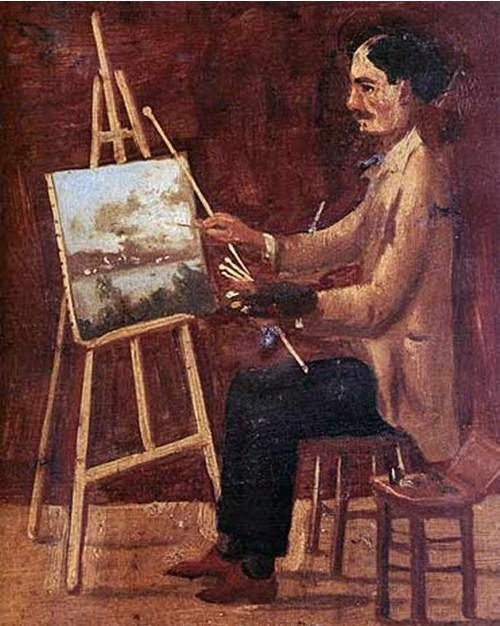
کاراپت یازماچیان
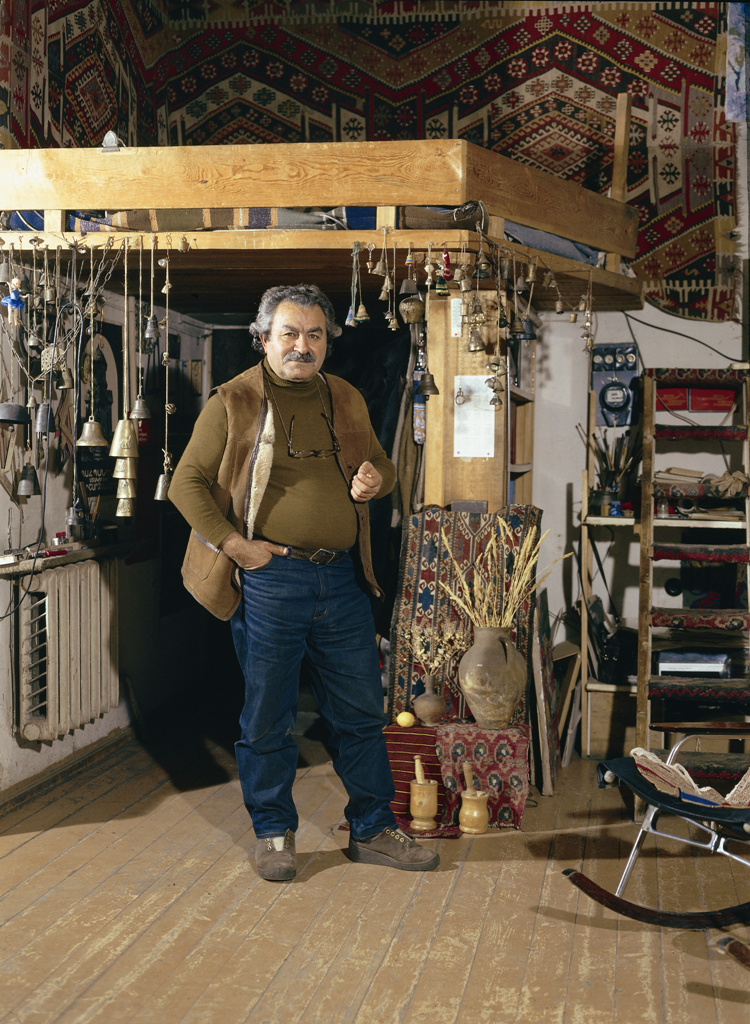
کاراپت یغیازاریان

یک اثر از سمبات در کیورغیان به سبک سمباتیسم
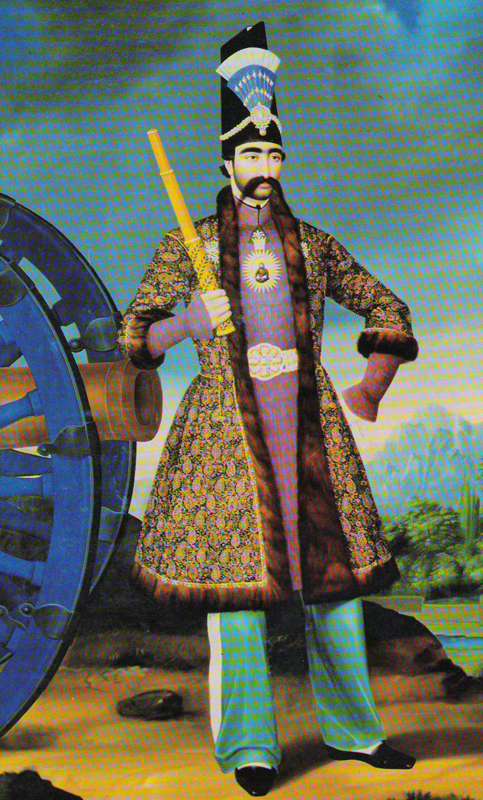
یک اثر از هاکوپ هوناتانیان به نام ناصرالدین شاه قاجار
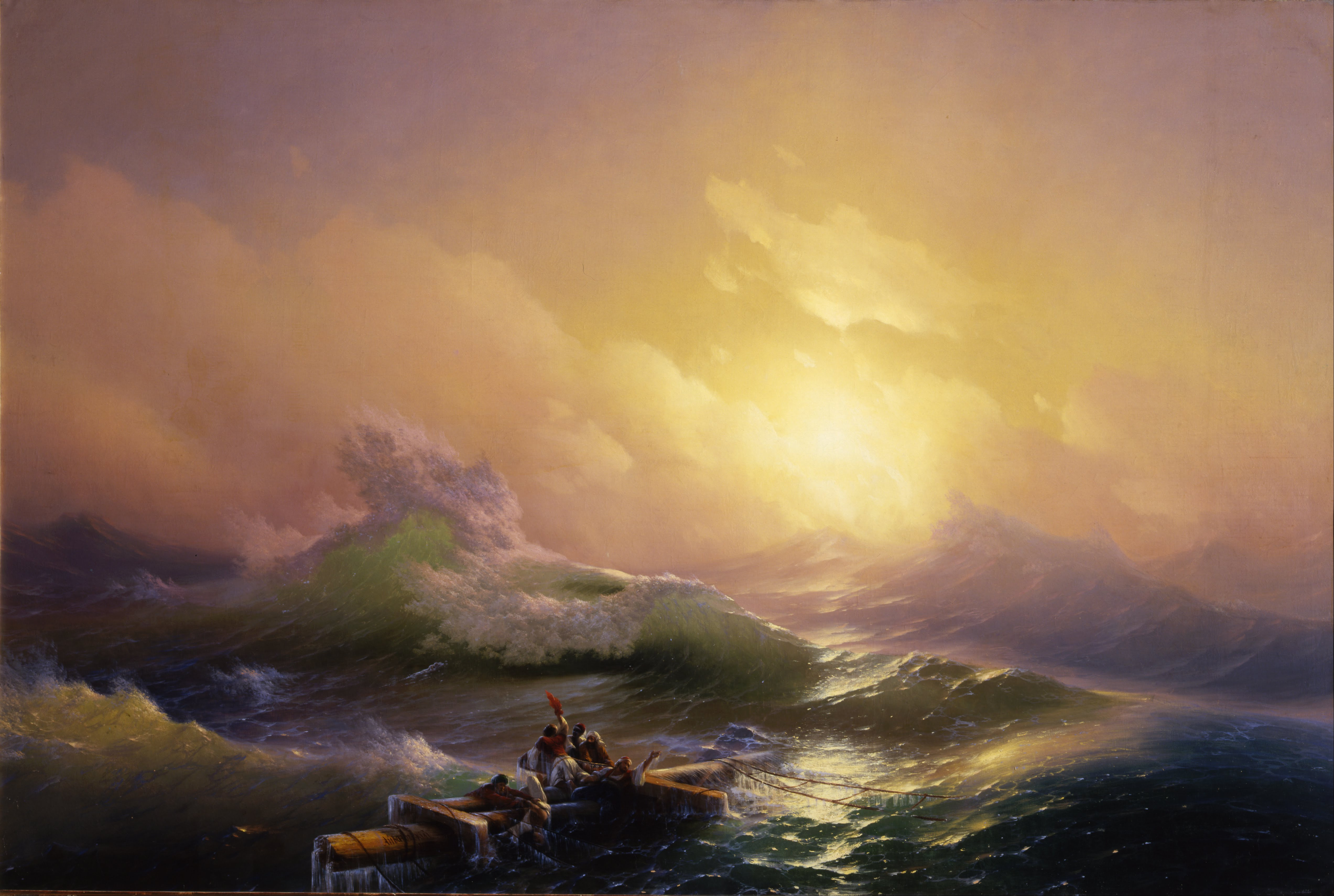
موج نهم،اثر هوانس آیوازیان-ایوان آیوازوفسکی
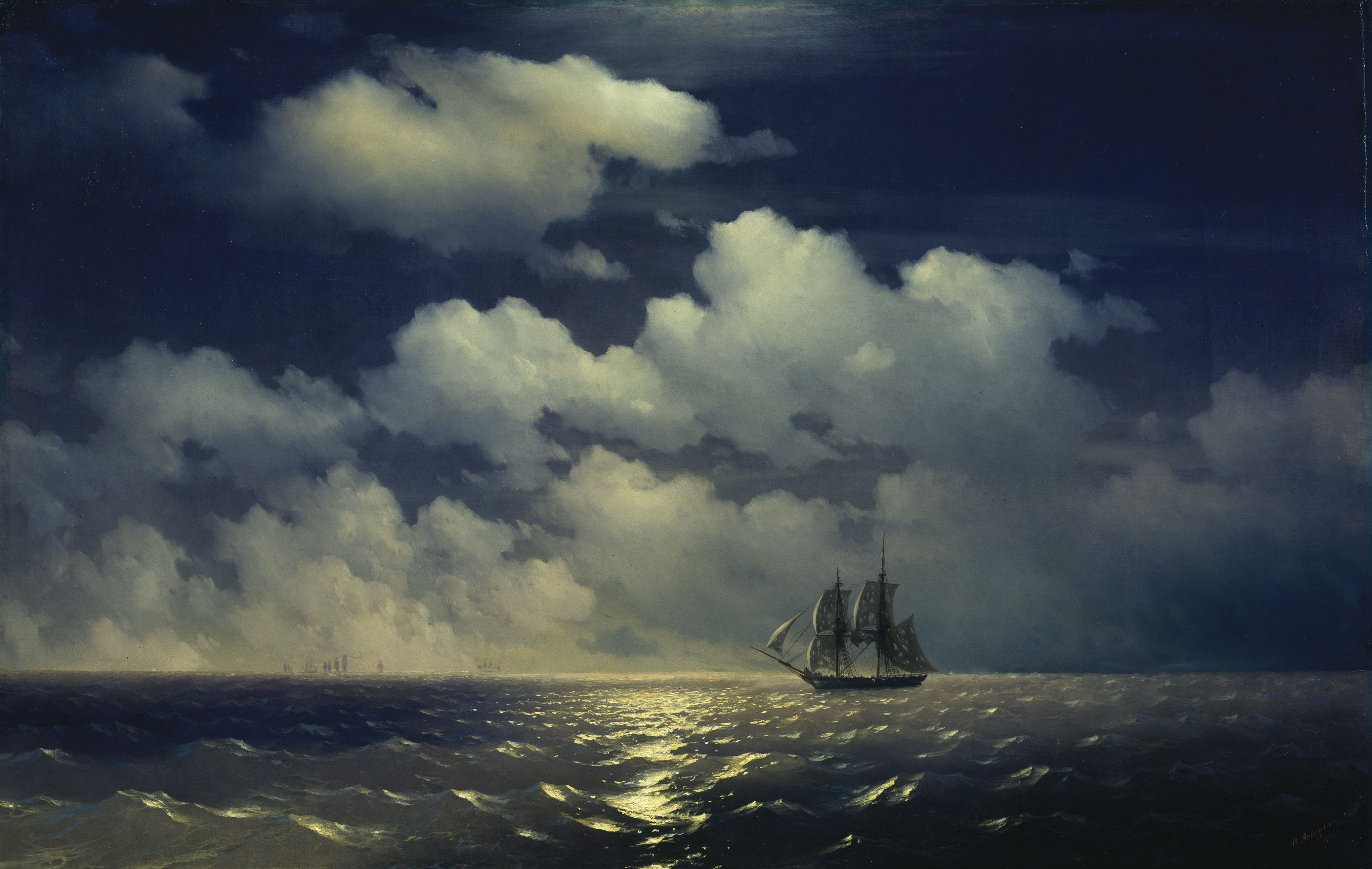
اثر ایوان آیوازوفسکی
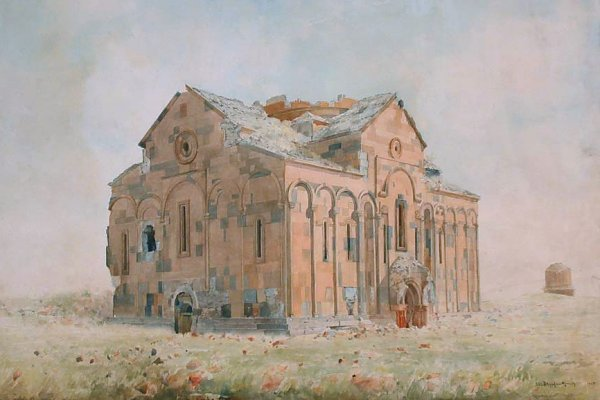
کلیسای آنی،اثر از آرشاک فتواچیان
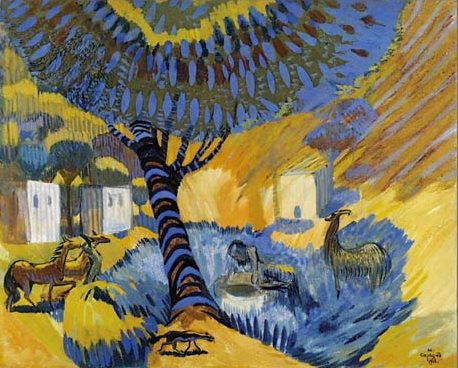
یک اثر از ماردیروس ساریان
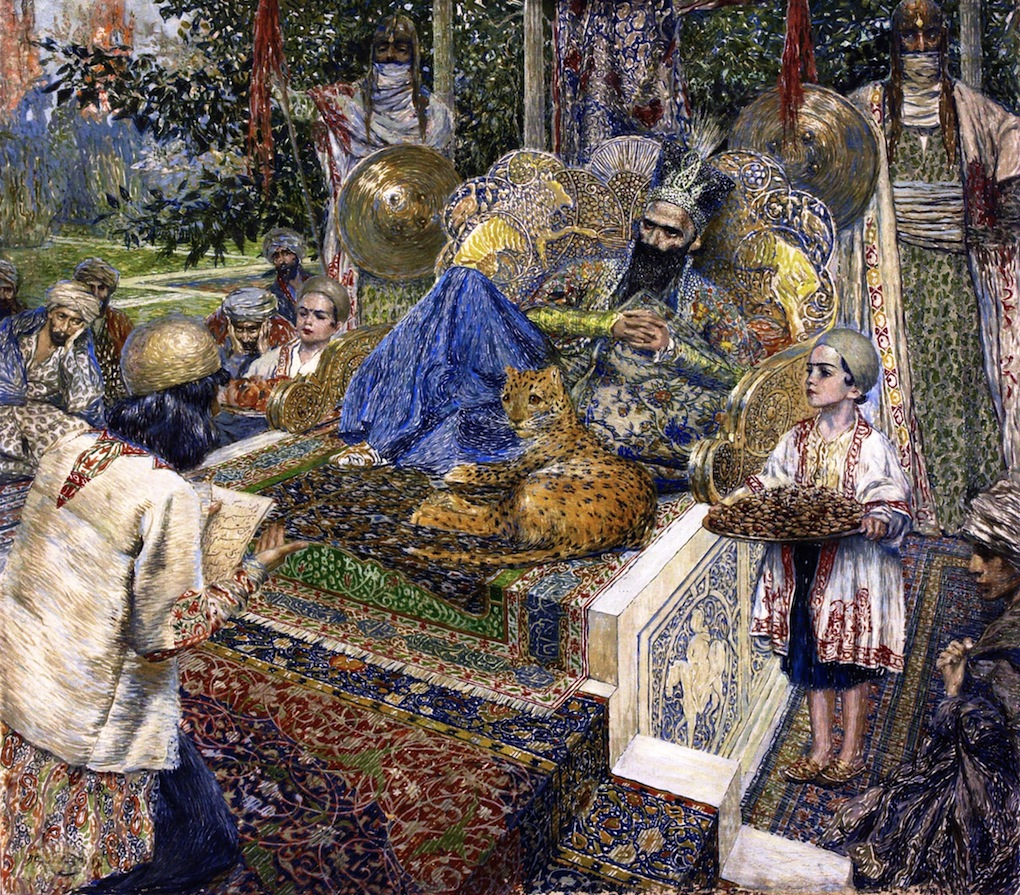
یک اثر از وارتگس سورنیانس،«فردوسی شاهنامه را برای سلطان محمود غزنوی می‌خواند»
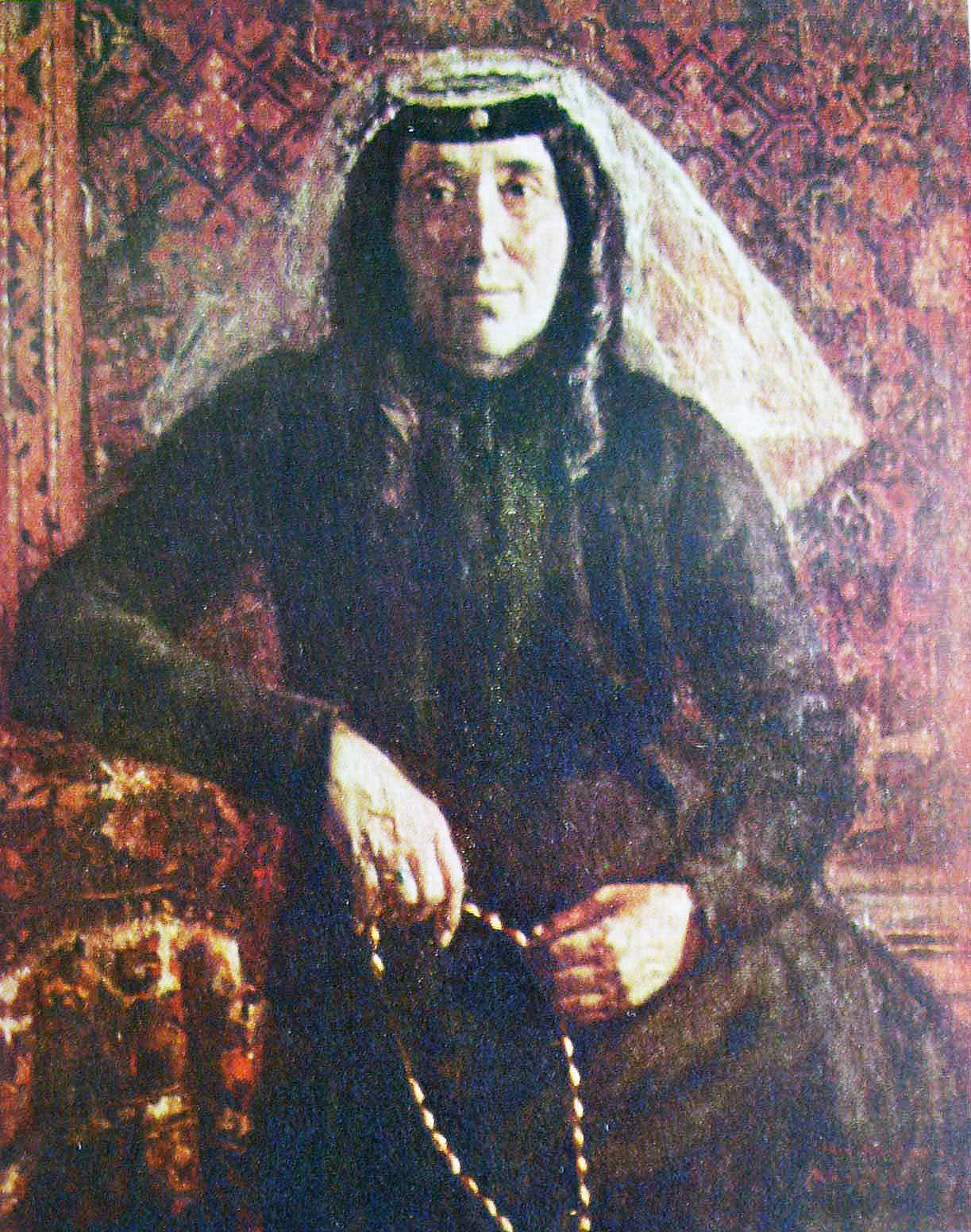
یک اثر از استپان آقاجانیان
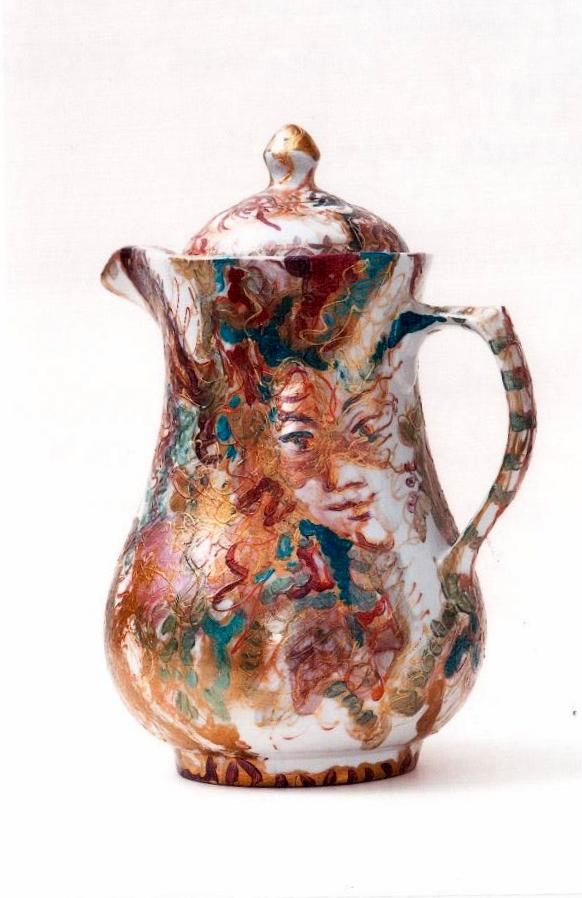
یک اثر از روبرت اِلی بِکیان
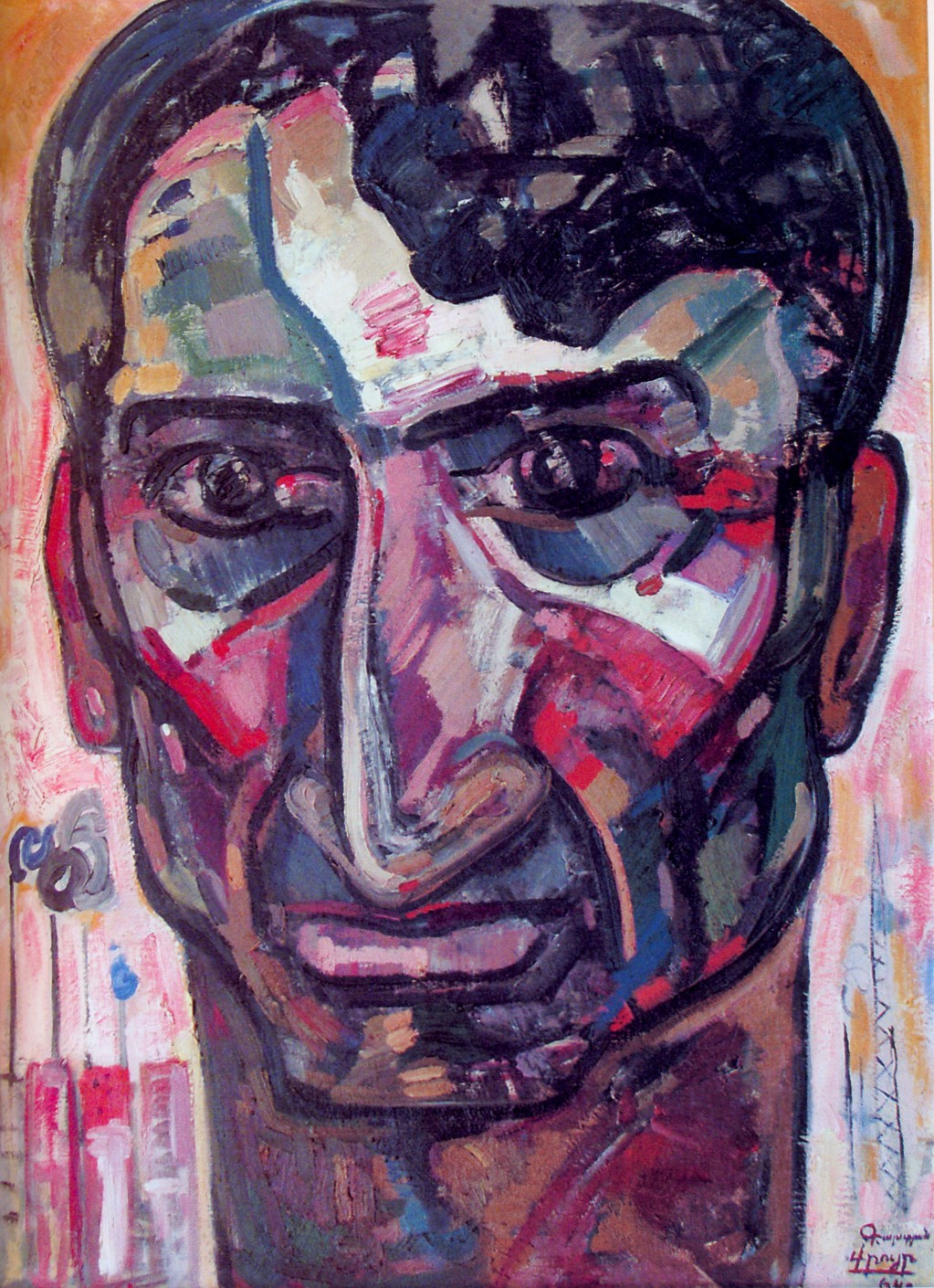
یک اثر از ورویر گالستیان
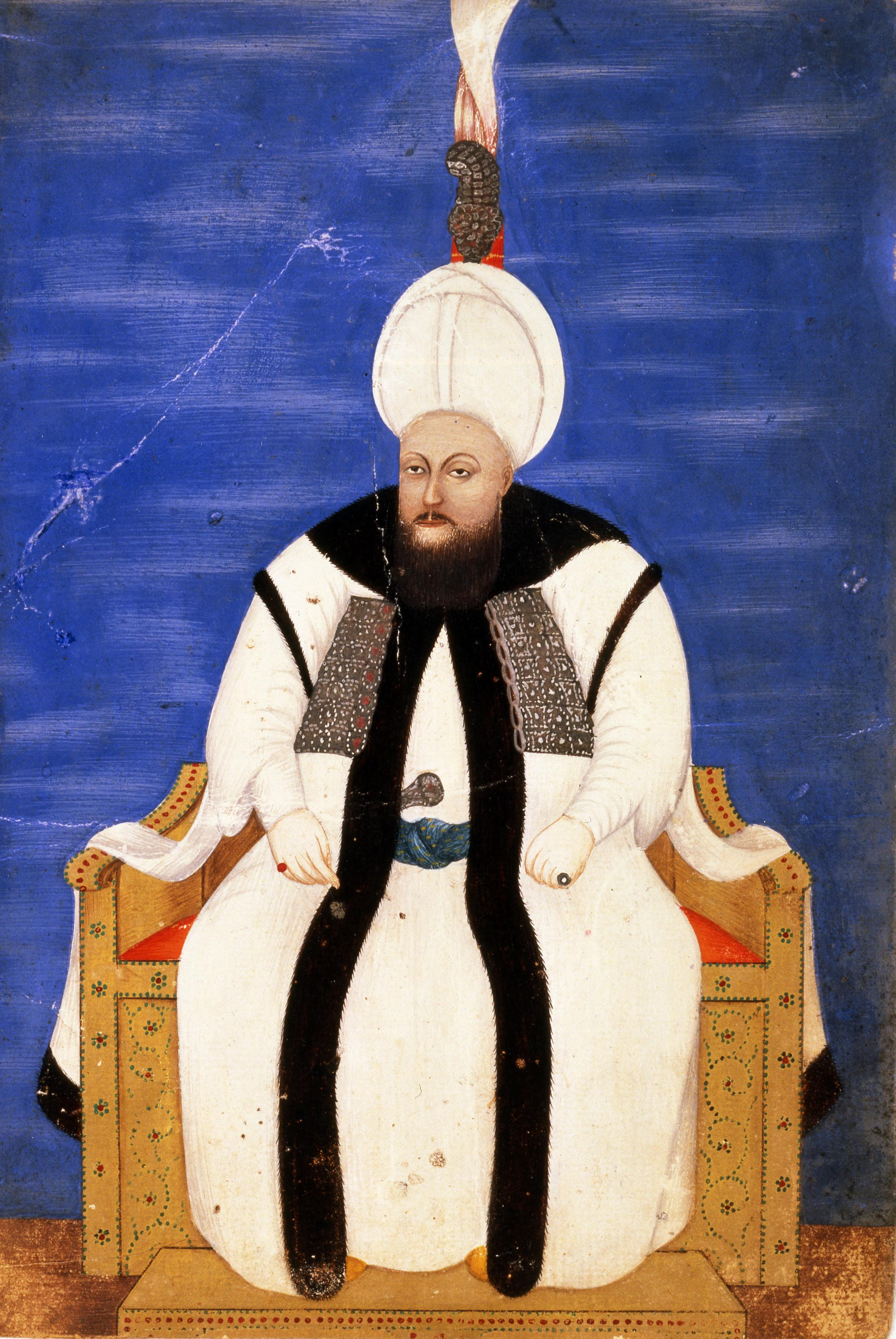
یک اثر از خانواده ماناس (رافائل ماناس) نقاش مخصوص دربار امپراتوری عثمانی،نام اثر مصطفی سوم تاریخ اثر ۱۷۷۰ میلادی
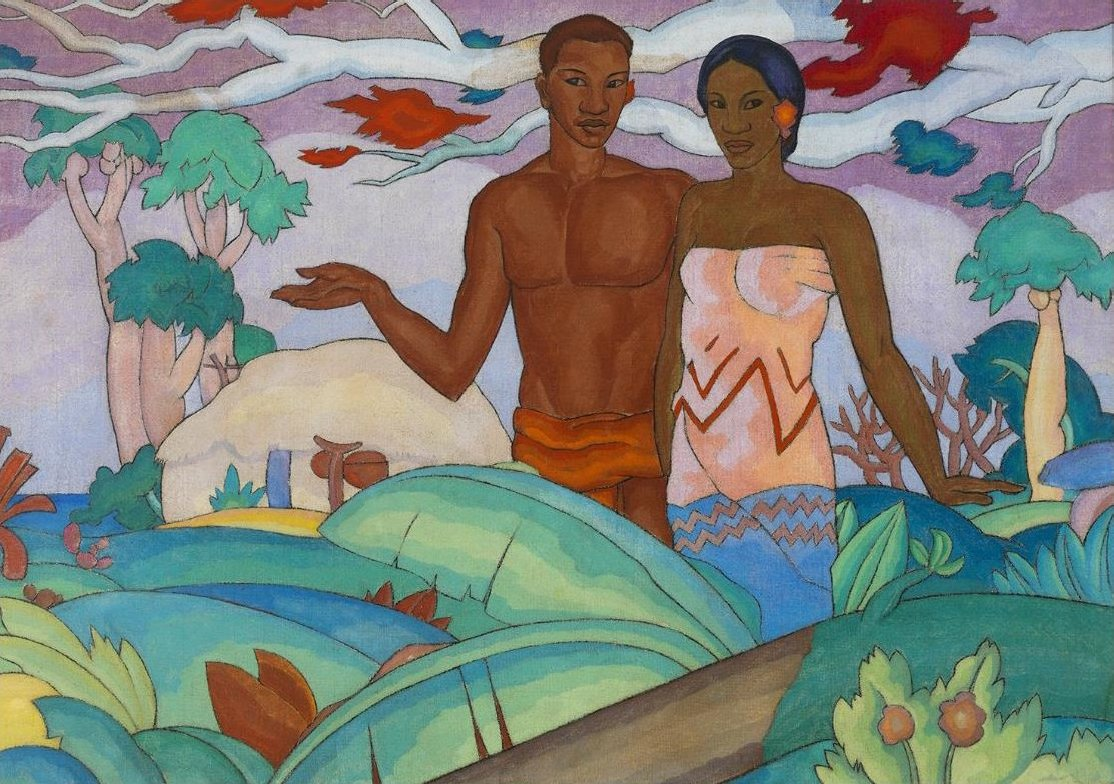
یک اثر از آرمان مانوکیان
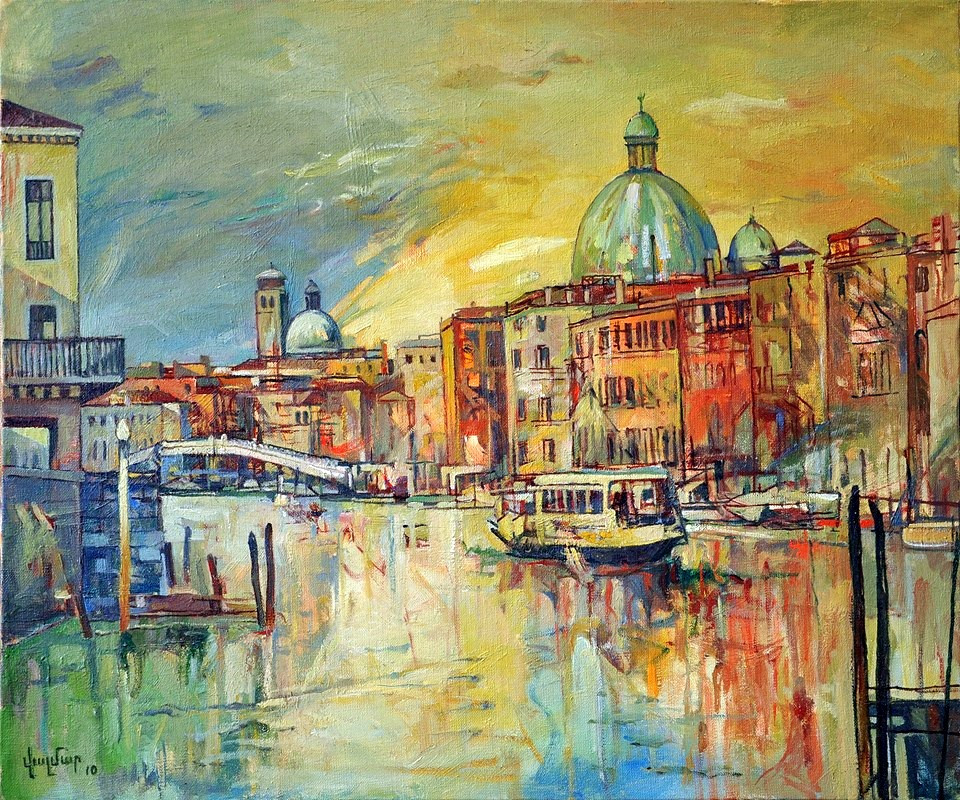
یک اثر از والمار مارگاریان
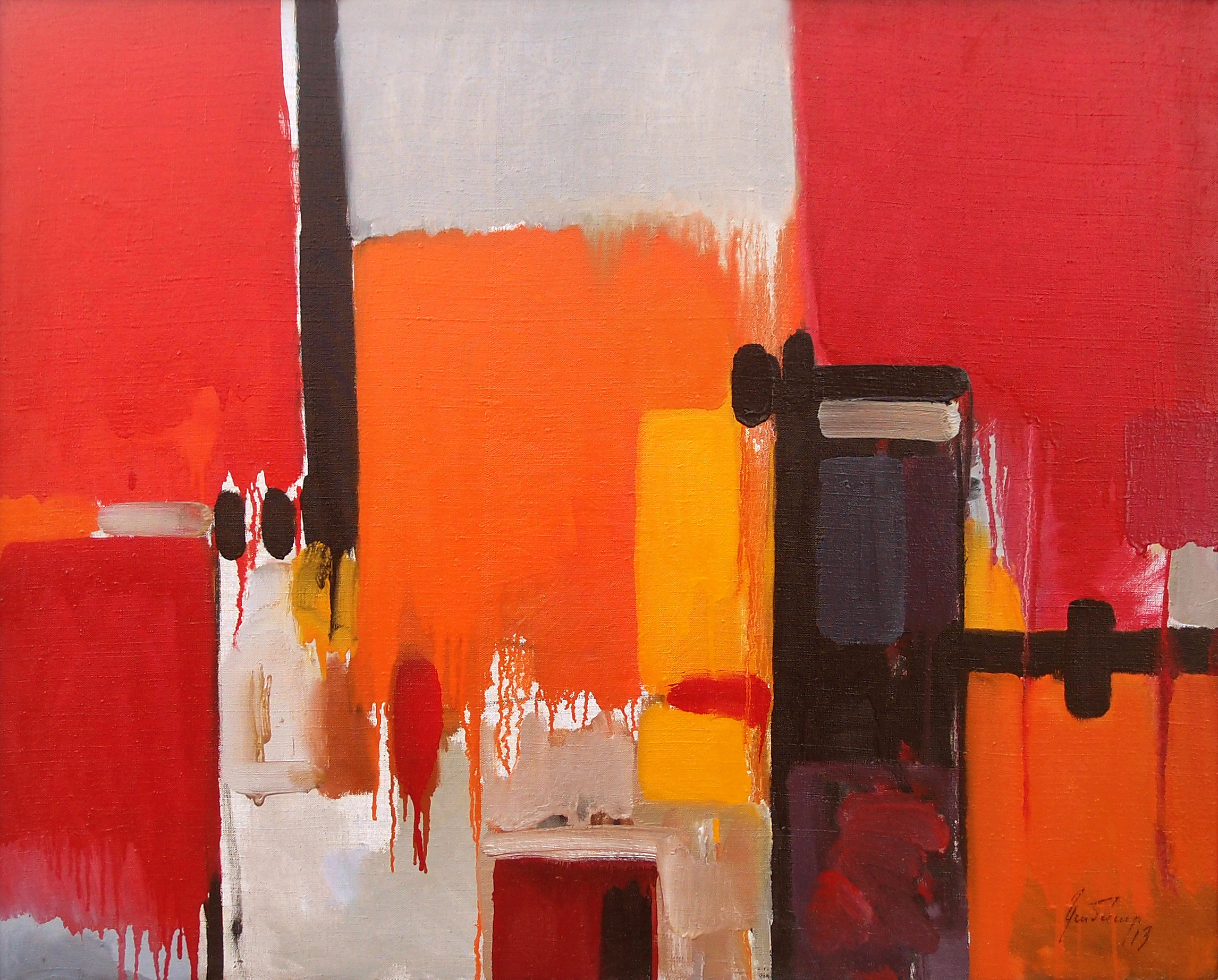
یک اثر از کامو ساهاکیان
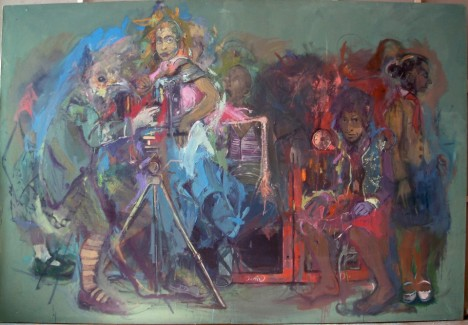
یک اثر از آرشاک سرکیسیان
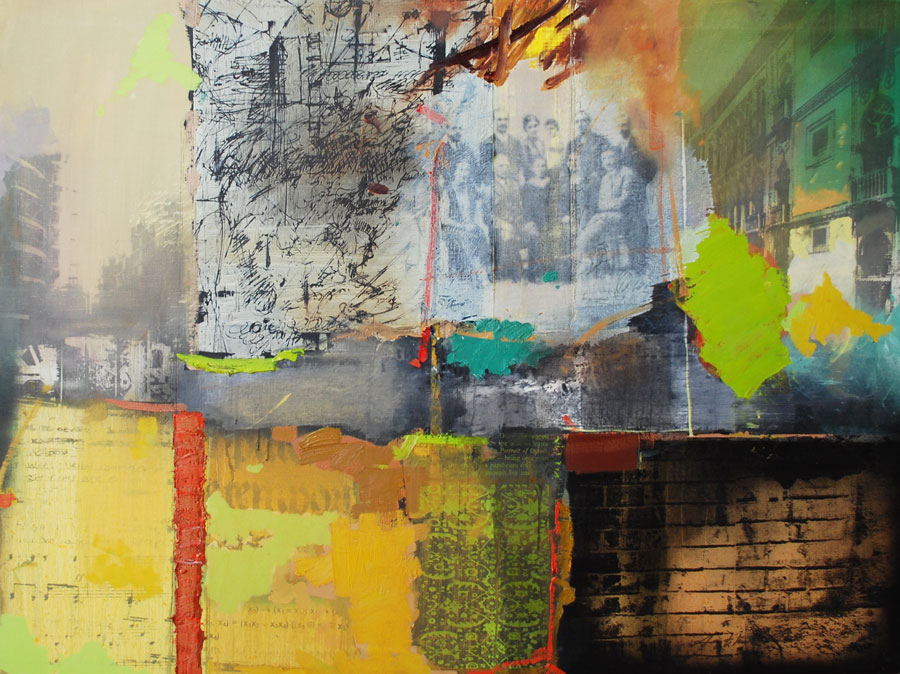
یک اثر از آرتور سرکیسیان
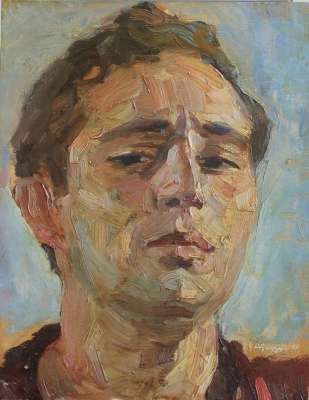
یک اثر از کارن سمباتیان
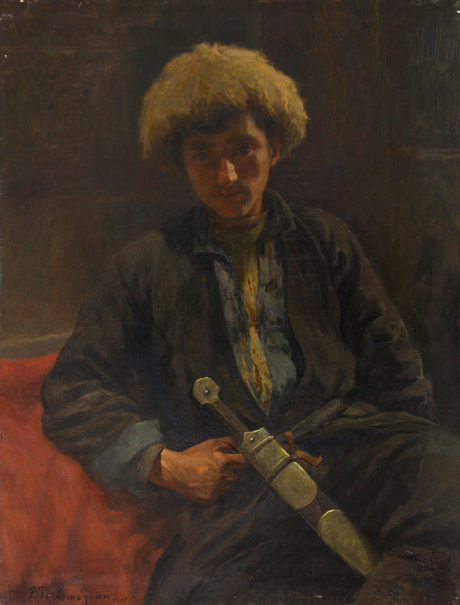
یک اثر از پانوس ترلمزیان
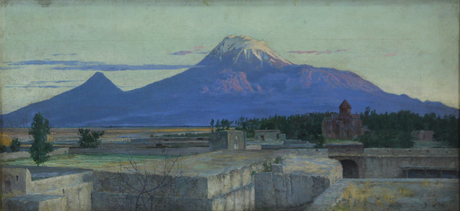
یک اثر از یغیشه تادووسیان
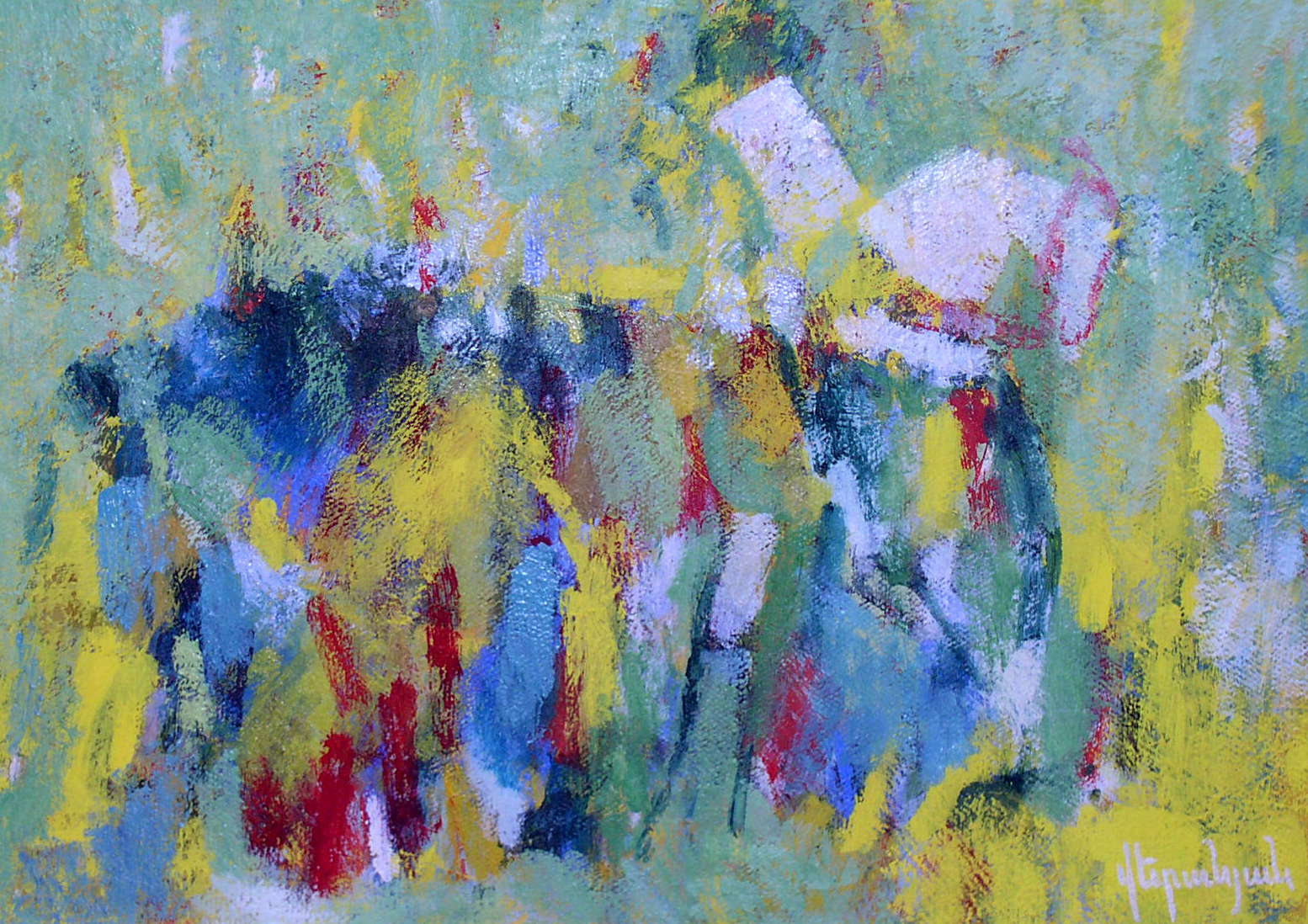
یک اثر از استپان وِرانیان
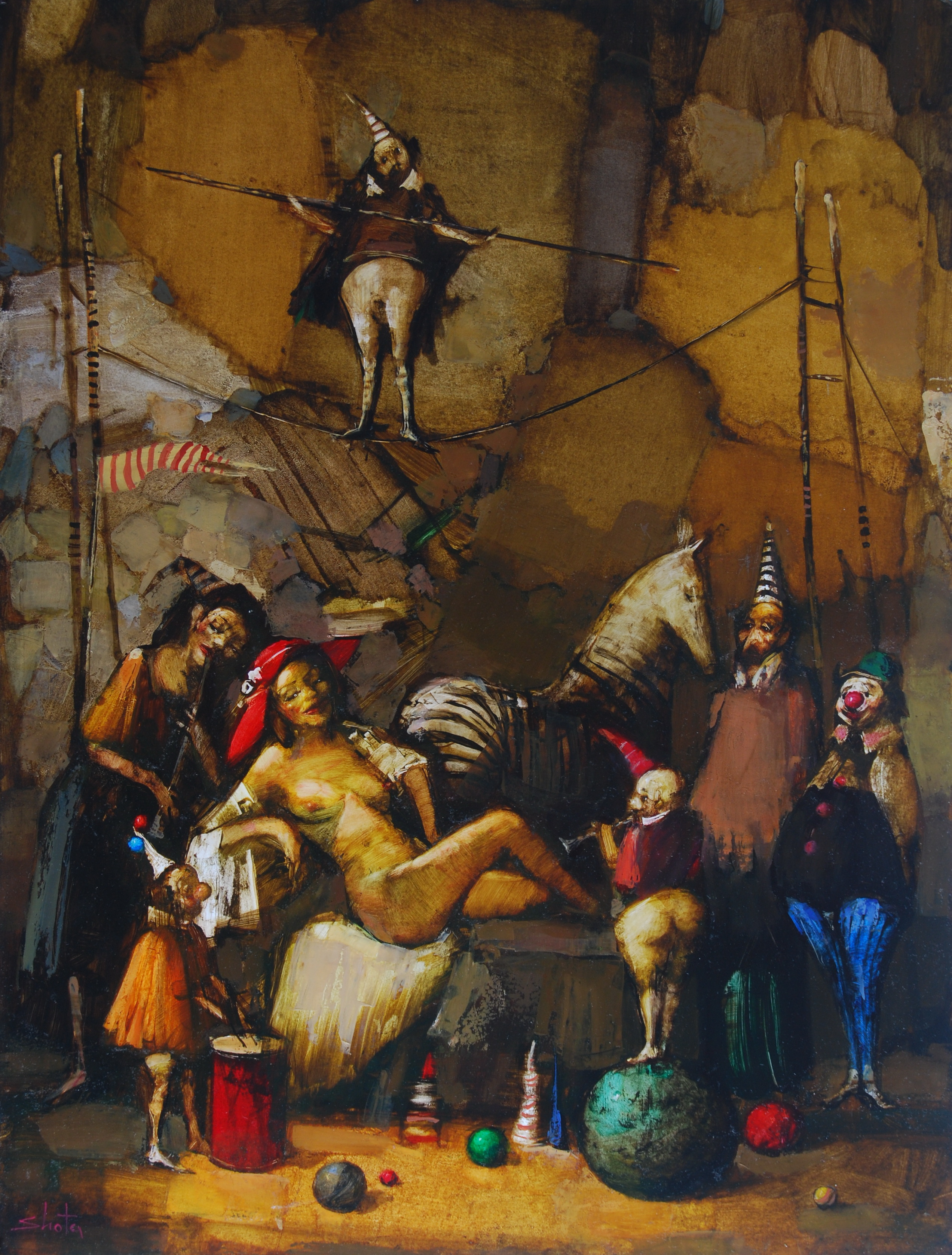
یک اثر از شُتا وُسکانیان
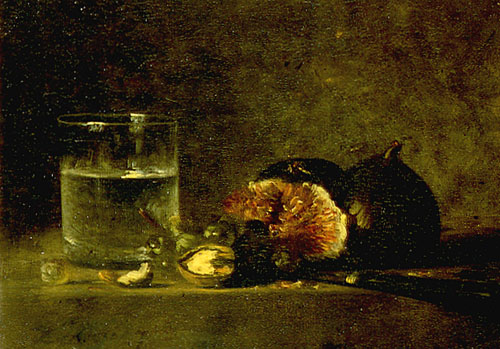
یک اثر از زاکار زاکاریان